# لشکر پیاده‌نظام (ورماخت)
لشکر پیاده‌نظام ورماخت (به آلمانی: Infanterie-Division der Wehrmacht) یک یگان پیاده‌نظام به اندازه لشکر در نیروی زمینی آلمان در دوره رایش سوم بود که عملیات‌های نظامی محول به آن صرفاً در خشکی بوده و اعضای آن بدین منظور آموزش‌های نظامی لازم را گذرانده بودند.
لشکر پیاده‌نظام بخش غالب لشکرهای ورماخت و وافن اس‌اس را در رایش سوم تشکیل می‌داد به وجهی که از مجموع ۲۰۸ لشکر این دو نیروی مسلح در سال ۱۹۴۱، ۱۶۳ لشکر از آن (شامل ۴ لشکر سبک و ۶ لشکر کوهستان) لشکر پیاده‌نظام بودند.
مطالب موجود در این مقاله شامل لشکرهای پیاده‌نظام موتوریزه، سبک و کوهستان نمی‌شود.

## پیش زمینه
پس از شکست امپراتوری آلمان و پایان جنگ جهانی اول، فاتحان غربی پیمان ورسای را بر آلمان تحمیل کردند. بر اساس این پیمان نیروی زمینی آلمان به یک نیروی ۱۰۰ هزار نفری با تنها ۴ هزار افسر محدود شد که با انفصال صدها هزار نفر از خدمت فقط می‌توانستند نقش امنیت داخلی و مرزبانی را ایفا کنند. نیروی زمینی صرفاً می‌توانست ۲۱ هنگ پیاده‌نظام هر یک با ۳ گردان پیاده‌نظام، یک گردان آموزش و یک گردان خمپاره‌انداز و ۷ هنگ توپخانه هر یک با سه گردان در کنار هفت گردان مهندسی، بهداری، مخابرات و موتوریزه که مجموعاً هفت لشکر پیاده‌نظام را تشکیل می‌دادند، در اختیار داشته باشد.
با توجه به این که امکان باقی ماندن نسبت بسیار اندکی از نیروهای موجود در نیروی زمینی امپراتوری آلمان در نیروی زمینی جدید وجود داشت، استانداردهای بسیار سخت گیرانه‌ای برای گزینش افراد وضع شد. افراد باقی‌مانده پانزده ماه در هنگ‌های خود در رایشسور به عنوان درجه‌دار خدمت کردند و سپس کسانی برگزیده شدند که از یک آزمون موفق خارج گشتند. افراد پذیرفته شده بدون توجه به رسته سابقشان، به یک دوره در دانشکده پیاده‌نظام در درسدن فرستاده شدند. این فرایند چهار تا پنج سال از زمان آغاز خدمت به طول انجامید. رایشسور، نیروهای مسلح جمهوری وایمار از همان ابتدا با طراحی سازمانی منعطف که می‌توانست به سهولت جهت اداره نیرویی بزرگ‌تر گسترش یابد، شروع به نقض مخفیانه مفاد پیمان ورسای کرد. آلمانی‌ها در ابتدا کشور خود را به هفت منطقه نظامی (Wehrkreis) (تا سال ۱۹۳۷ سیزده و سال ۱۹۴۲ نوزده منطقه) تقسیم کردند که هر یک با فرماندهی در سطح سپاه، مسئولیت جذب، بسیج، تدارکات، اداره و آموزش نیروهای مربوط به اراضی خود را بر عهده داشتند. فرمانده هر منطقه نظامی فرماندهی یک لشکر پیاده‌نظام که شماره منطقه را به خود گرفته بود، را نیز به شکل مجزا در اختیار داشت.

## آغاز شکل‌گیری لشکرهای پیاده‌نظام
با به قدرت رسیدن حزب ناسیونال سوسیالیست کارگران به رهبری آدولف هیتلر در سال ۱۹۳۳، آلمان که می‌دانست همچنان توانایی مقابله رو در رو با دشمنان خود را ندارد و به احتمال قریب به یقین با هویدا شدن این مسئله، از جانب آن‌ها مورد هجوم نظامی پیش‌دستانه قرار خواهد گرفت، به شکل مخفیانه به تسلیح خود ادامه داد. همان سال نخست، تصمیم بر افزایش ۱۴ هزار نفری پرسنل فعال نیروی زمینی در قالب یگان‌های جدید توپخانه، مخابرات و ضدهوایی و تشکیل یک نیروی ذخیره ۸۵ هزار نفری برای آن شد. طبق این برنامه بودجه نظامی افزایش پیدا می‌کرد و ۹ یگان جدید مرزبانی که اساساً در کنار مهارت‌های لازم در مرزبانی، آموزش پیاده‌نظام را دریافت می‌کردند، نیز تشکیل می‌شد. در ابتدا قصد رهبران آلمان ایجاد یک نیروی زمینی سیصد هزار نفری در قالب ۲۱ لشکر پیاده‌نظام تا سال ۱۹۳۸ بود. در نهایت با افزایش خطر درگیر شدن در یک جنگ، دستور به آماده شدن این نیروی زمینی ۳۰۰ هزار نفره تا ماه اکتبر سال ۱۹۳۴ داده شد.
سال ۱۹۳۴ هر منطقه نظامی که از پیش یک لشکر پیاده‌نظام در اختیار داشت، با جداسازی گردان جایگزینی-آموزش و یک گردان پیاده‌نظام از سه گردان پیاده‌نظام هر یک از هنگ‌های لشکر خود، یک هنگ مستقل پیاده‌نظام ایجاد نمود. این ۲۱ هنگ پیاده‌نظام هر یک شماره ای بین ۲۲ تا ۴۲ به خود گرفتند. ۴۲ هنگ پیاده‌نظام دیگر که همچنان در قالب لشکرهای پیاده‌نظام خود باقی مانده بودند، به کمک نیروهای داوطلب یا افسران و درجه‌داران دو گردان دیگر، گردان آموزش و گردان سوم پیاده‌نظام خود را مجدداً احیا نمودند و برخی گردان پیاده‌نظام چهارمی نیز تشکیل دادند. بدین ترتیب نیروی زمینی آلمان تا پایان سال ۱۹۳۵، مجموعاً دارای ۱۶۵ گردان پیاده‌نظام بود. به طریق مشابهی ۱۴ هنگ توپخانه نیز ایجاد گردید. بدین صورت که هر یک از هفت هنگ توپخانه‌ای که از پیش وجود داشتند، به کمک دو گردان خود دو هنگ توپخانه مستقل ایجاد نمودند. هر کدام از این هنگ‌های توپخانه نیروهای در اختیار خود را به صورت چهار گردان هر یک با دو آتشبار سه توپه (مجموعاً ۲۴ توپ) سازمان داد.
پس از ورود نوزده گردان پیاده‌نظام آلمانی به منطقه غیرنظامی شده راینلند در ماه مارس سال ۱۹۳۶ و شکستن علنی مفاد پیمان‌های ورسای و لوکارنو، آلمانی‌ها علاوه بر ایجاد چند منطقه نظامی دیگر، تا اکتبر همان سال چهار لشکر پیاده‌نظام غالباً به کمک نیروهای پلیس محلی در راینلند (۲۵، ۲۶، ۳۳ و ۳۴) و هشت لشکر پیاده‌نظام در مناطق دیگر تشکیل دادند. با وجود این که پیمان‌های لوکارنو و ورسای حضور نیروهای ارتش آلمان را در منطقه رایلند ممنوع اعلام کرده بودند اما به این کشور اجازه داشت ۳۱۵۰۰ نیروی پلیس در آن داشته باشد. آلمانی‌ها که بالغ بر ده تا دوازده درصد بیش از این عدد نیروی پلیس در رایلند به کار برده بودند، از همین شمار افراد جهت تشکیل لشکرهای پیاده‌نظام خود استفاده نمودند. تا سال ۱۹۳۷، بیست و نه لشکر ذخیره پیاده‌نظام متشکل از نیروهای گروه یک (با دست کم یک سال سابقه خدمت فعال) و دو ذخیره (افرادی که در سال‌های صلح ۱۹۲۰ تا ۱۹۳۴ به سن هجده سال رسیده بودند)، ایجاد شدند که اکثراً مجموع نفرات آن‌ها به استاندارد ۱۶ هزار نفر نمی‌رسید.
سال ۱۹۳۷ هیچ لشکر پیاده‌نظام جدیدی ایجاد نشد. با این وجود نیروی لشکرهای پیشین با داوطلبان و سربازان وظیفه تا نزدیک مقدار سازمانی تکمیل گردید. با الحاق اتریش به آلمان در ماه مارس سال ۱۹۳۸ و وارد شدن یگان‌های نیروی زمینی این کشور به ورماخت، قوای پیاده‌نظام اتریش که از پیش به صورت هفت لشکر سازمان یافته بود، در قالب دو لشکر پیاده‌نظام (یکی مستقر در وین و دیگری در لینتس) در کنار سایر لشکرها به نیروی زمینی آلمان پیوستند و شماره‌های ۴۴ و ۴۵ را به خود گرفتند. بسیاری از افسران اتریشی بدون از دست دادن مقام و درجه خود در ورماخت پذیرفته شدند. به هر حال عده زیادی از این افراد و چندین یگان اتریشی جهت گذراندن دوره‌های آموزشی راهی دانشکده‌های ارتش آلمان گشتند. بدین شکل تا پاییز سال ۱۹۳۸ نیروی زمینی آلمان ۳۴ لشکر پیاده‌نظام داشت.
در بدو آغاز تهاجم آلمان به لهستان در سال ۱۹۳۹، نیروی زمینی آلمان دارای ۳۶ لشکر پیاده‌نظام بود که با شروع بسیج عمومی لشکرها، ۵۱ لشکر پیاده‌نظام دیگر با به همراه ۱٫۱ میلیون نفر به این شمار اضافه شد (مجموعاً ۸۷ لشکر پیاده‌نظام). در عرض یک سال آینده مجموعاً ۱۴۳ لشکر پیاده‌نظام دیگر نیز ایجاد گردید.

## موج‌های بسیج لشکرهای پیاده‌نظام
لشکرهای پیاده‌نظام نیروی زمینی آلمان در مجموع در قالب ۳۵ موج بسیج شدند. با وجود این که هر یک از این موج‌ها از منظر شمار و نوع نیروی انسانی و تسلیحات مقداری با موج‌های قبلی تفاوت داشتند، ساختار آن‌ها عموماً مشابه یکدیگر بود. شش مورد از این موج‌ها هنگام آماده‌سازی برای جنگ بسیج گشتند. موج نخست مربوط به قوای دائمی نیروی زمینی بودند. مابقی موج‌ها از منابع مختلفی چون نیروهای ذخیره جذب شدند.
| موج               | تاریخ تشکیل  | تعداد لشکرها | شماره لشکرها | توضیحات |
| ----------------- | ------------ | ------------ | --- | --- |
| پیش از آغاز بسیج  |              |              | | |
| ۱                 | ۱۹۳۴–۱۹۳۸    | ۳۹           | ۴۶–۱ (بجز ۳۷ تا ۴۳) | لشکرهای پیش از آغاز جنگ نیروی زمینی                                                                                                  |
| ۱۹۳۹              |              |              | | |
| ۲                 | اوت ۱۹۳۹     | ۱۶           | ۸۷–۵۲ (بجز ۵۳ تا ۵۵، ۵۹، ۶۰، ۶۳ تا ۶۷، ۷۰، ۷۲، ۷۴، ۷۷ و ۸۰ تا ۸۵                                                                    | از افراد ذخیره (پیش از آغاز جنگ) |
| ۳                 | سپتامبر ۱۹۳۹ | ۲۱           | ۲۴۶–۲۰۶ (بجز ۲۱۹، ۲۲۰، ۲۲۲، ۲۲۴، ۲۲۶، ۲۲۹، ۲۳۰، ۲۳۲ تا ۲۳۸ و ۲۴۰ تا ۲۴۵)                                                            | از نیروهای مسن‌تر برخی با تجربه جنگ جهانی اول (پیش از آغاز جنگ)                                                                       |
| ۴                 | اوت ۱۹۳۹     | ۱۴           | ۲۶۹–۲۵۱ (بجز ۲۵۹، ۲۶۱ و ۲۶۴ تا ۲۶۶)                                                                                                 | از یگان‌های ذخیره (پیش از آغاز جنگ)                                                                                                   |
| ۵                 | سپتامبر ۱۹۳۹ | ۵            | ۹۸–۹۳ (بجز ۹۷) | از افراد ذخیره |
| ۶                 | نوامبر ۱۹۳۹  | ۴            | ۸۸–۸۱ (بجز ۸۴ تا ۸۷) | غالبا با تجهیزات ساخت چکسلواکی |
| -                 | نوامبر ۱۹۳۹  | ۵            | ۵۰، ۶۰، ۷۲، ۲۰۵ و ۳۱۱ | از یگان‌های مرزبانی و پلیس |
| ۱۹۴۰              |              |              | | |
| ۷                 | ژانویه ۱۹۴۰  | ۱۴           | ۱۹۹–۱۶۱ (بجز ۱۷۱ تا ۱۸۰، ۱۸۲ و ۱۸۴ تا ۱۹۵)                                                                                          | بسیج مجدد با قریب‌الوقوع بودن جنگ با فرانسه - با جدا کردن گردان‌های جایگزینی لشکرهای پیشین و تبدیل آن‌ها به گردان‌های هنگ‌های معمول       |
| ۸                 | فوریه ۱۹۴۰   | ۱۰           | ۲۹۹–۲۹۰ | با جدا کردن گردان‌هایی از لشکرهای پیشین و گسترش آن‌ها با سربازان وظیفه                                                                 |
| اوبرراین          | فوریه ۱۹۴۰   | ۴            | ۵۵۷–۵۵۴ | لشکرهای پیاده‌نظام موضعی - استقرار در ناحیه راین علیا                                                                                 |
| ۹                 | مارس ۱۹۴۰    | ۱۰           | ۳۹۹–۳۵۱ (شامل ۳۵۱، ۳۵۸، ۳۶۵، ۳۷۲، ۳۷۹، ۳۸۶، ۳۹۳، ۳۹۵، ۳۹۹ و ۴۰۰)                                                                    | از سربازان وظیفه |
| -                 | ژوئن ۱۹۴۰    | ۴            | ۱۰۰، ۲۰۰، ۳۰۰ و ۴۰۰ | از یگان‌های جایگزینی در لهستان، انحلال در اوت ۱۹۴۰                                                                                    |
| ۱۰                | ژوئن ۱۹۴۰    | ۹            | ۲۸۰–۲۷۰ (بجز ۲۷۴ و ۲۷۵) | از یگان‌های جایگزینی و سربازان وظیفه، انحلال پس از کارزار فرانسه                                                                      |
| -                 | ژوئن ۱۹۴۰    | ۹            | ۳۹۵-۳۵۱ | از پرسنل پیرتر |
| ۱۱                | اکتبر ۱۹۴۰   | ۱۰           | ۱۳۷–۱۲۱ (بجز ۱۲۴، ۱۲۷، ۱۲۸، ۱۳۰، ۱۳۳، ۱۳۵ و ۱۳۶)                                                                                    | با جدا کردن یک سوم نیروهای پیاده‌نظام و توپخانه لشکرهای پیشین به همراه یگان‌های جایگزینی و تکمیل لشکرهای جدید و پیشین با سربازان وظیفه |
| ۱۲                | اکتبر ۱۹۴۰   | ۱۰           | ۱۱۳–۹۷ (بجز ۹۹، ۱۰۳ تا ۱۰۵، ۱۰۷ تا ۱۰۹)                                                                                             | با جدا کردن یک سوم نیروهای پیاده‌نظام و توپخانه لشکرهای پیشین به همراه یگان‌های جایگزینی و تکمیل لشکرهای جدید و پیشین با سربازان وظیفه |
| ۱۳                | نوامبر ۱۹۴۰  | ۹            | ۳۲۷–۳۰۲ (بجز ۳۰۳، ۳۰۷ تا ۳۱۸، ۳۲۲ و ۳۲۴ تا ۳۲۶)                                                                                     | با جدا کردن یک سوم نیروهای پیاده‌نظام و توپخانه لشکرهای پیشین به همراه یگان‌های جایگزینی و تکمیل لشکرهای جدید و پیشین با سربازان وظیفه |
| ۱۴                | نوامبر ۱۹۴۰  | ۸            | ۳۴۲–۳۳۲ (بجز ۳۳۴، ۳۳۸ و ۳۴۱) | با جدا کردن یک سوم نیروهای پیاده‌نظام و توپخانه لشکرهای پیشین به همراه یگان‌های جایگزینی و تکمیل لشکرهای جدید و پیشین با سربازان وظیفه |
| ۱۹۴۱              |              |              | | |
| ۱۵                | مه ۱۹۴۱      | ۱۵           | ۷۱۹–۷۰۲ (بجز ۷۰۳، ۷۰۵ و ۷۰۶) | ثابت - ابتدا استقرار در غرب و بالکان سپس انتقال به خط مقدم                                                                           |
| ۱۶                | ژوئن ۱۹۴۱    | ۴            | ۲۰۴–۲۰۱ | تیپ‌های امنیت - مدتی بعد جذب درون آرایش‌های دیگر                                                                                       |
| محافظ             | دسامبر ۱۹۴۱  | ۱            | ۴۱۶ | استقرار در دانمارک - نفرات با سنین بالا                                                                                              |
| ۱۷                | دسامبر ۱۹۴۱  | ۴            | ۳۳۱–۳۲۸ | لشکرهای والکوره - نخستین لشکرها پس از آغاز جنگ با شوروی - جبران شکست‌های زمستانه در جبهه شرقی                                         |
| ۱۹۴۲              |              |              | | |
| ۱۸                | ژانویه ۱۹۴۲  | ۵            | ۳۸۹–۳۸۳ (بجز ۳۸۶ و ۳۸۸) | لشکرهای راینگولت |
| ۱۹                | آوریل ۱۹۴۲   | ۴            | ۳۷۷–۳۷۰ (بجز ۳۷۲ تا ۳۷۵) | ثابت - استقرار در فرانسه |
| ۲۰                | ژوئن ۱۹۴۲    | ۳            | ۳۸، ۳۹ و ۶۵ | استقرار در سواحل کانال مانش |
| محافظ             | سپتامبر ۱۹۴۲ | ۵            | ۳۴۸–۳۴۳ (بجز ۳۴۵) | استقرار در دانمارک - نفرات با سنین بالا                                                                                              |
| کرایمهیلده        | نوامبر ۱۹۴۲  | ۳            | ۳۲۶، ۳۳۴ و ۳۳۸ | استقرار در آلمان سپس در فرانسه |
| -                 | نوامبر ۱۹۴۲  | ۳            | ۲۳، ۳۶۹ و ۳۷۳ | استقرار در کرواسی |
| ۱۹۴۳              |              |              | | |
| -                 | فوریه ۱۹۴۳   | ۱۳           | ۴۴، ۷۱، ۷۶، ۷۹، ۹۴، ۱۱۳، ۲۹۷، ۳۰۵، ۳۷۱، ۳۷۶، ۳۸۴، ۳۸۹ و ۳۹۵                                                                         | باز تشکیل لشکرهای منهدم‌شده در استالینگراد                                                                                            |
| برونهیلده و گیزلا | مه ۱۹۴۳      | ۳            | ۲۸۲، ۳۵۵ و ۳۵۶ | آرایش‌های ذخیره - استقرار در فرانسه                                                                                                   |
| -                 | ژوئن ۱۹۴۳    | ۵            | - | باز تشکیل لشکرهای منهدم‌شده در تونس                                                                                                   |
| محافظ             | سپتامبر ۱۹۴۳ | ۷            | ۲۶۶–۲۴۲ (بجز ۲۴۶ تا ۲۶۳) | ثابت - استقرار در فرانسه |
| -                 | -            | ۵            | ۱۴، ۳۶، ۱۶۲، ۳۹۲ و ۴۱۶ | - |
| ۲۱                | نوامبر ۱۹۴۳  | ۱۰           | ۳۶۷–۳۴۹ (بجز ۳۵۰، ۳۵۱، ۳۵۴ تا ۳۵۶، ۳۵۸، ۳۶۰، ۳۶۵ و ۳۶۶)                                                                             | با ساختار جدید - از سربازان وظیفه و نیروهای لشکرهای پیشین - استقرار در فرانسه، لهستان، ایتالیا و بالکان                              |
| ۲۲                | دسامبر ۱۹۴۳  | ۶            | ۲۷۸–۲۷۱ (بجز ۲۷۳ و ۲۷۴) | از سربازان وظیفه، نیروهای لشکرهای پیشین و بقایای یگان‌های منحل‌شده - استقرار در فرانسه                                                 |
| ۱۹۴۴              |              |              | | |
| ۲۳                | فوریه ۱۹۴۴   | ۵            | ۵۲، ۳۸۸، ۳۹۰، ۳۹۱ و ۳۹۴ | هنگ‌های گرندیر (لشکرهای آموزش و سایه) - جذب درون لشکرهای موج ۲۵                                                                       |
| -                 | -            | ۳            | ۴۹–۴۷ | ثابت |
| ۲۴                | آوریل ۱۹۴۴   | ۳            | ۶۸، ۳۳۱ و ۳۸۹ | لشکرهای سایه با آرایشی ضعیف - از لشکرهای ذخیره                                                                                       |
| ماگن              | ژوئیه ۱۹۴۴   | ۱            | ۷۰ | با نیروهایی با مشکلات شکم |
| ۲۵                | فوریه ۱۹۴۴   | ۶            | ۷۷، ۸۴، ۸۵، ۸۹، ۹۱ و ۹۲ | با نیروهای آرایش‌های منهدم‌شده - استقرار در غرب                                                                                        |
| ۲۶                | مه ۱۹۴۴      | ۴            | ویلت‌فلِکِن، اوست‌پرویسن، شلزین و میلوویتس                                                                                              | لشکرهای سایه |
| ۲۷                | ژوئن ۱۹۴۴    | ۵            | ۵۹، ۶۴، ۲۲۶، ۲۳۲ و ۲۳۷ | از لشکرهای سایه |
| کریم              | مه ۱۹۴۴      | ۴            | ۵۰، ۷۳، ۹۸ و ۱۱۱ | تشکیل مجدد لشکرهای منهدم‌شده در کریمه                                                                                                 |
| ۲۸                | ژوئیه ۱۹۴۴   | ۴            | یوتلانت، شلزین، گرافن‌وور و مونزینگن                                                                                                 | از لشکرهای سایه |
| ۲۹                | ژوئیه ۱۹۴۴   | ۱۳           | ۵۵۳-۵۴۱، ۵۵۸، ۵۵۹، ۵۶۱ و ۵۶۲ | لشکرهای گرندیر با ساختاری بسیار سبک‌تر                                                                                                |
| ۳۰                | اوت ۱۹۴۴     | ۶            | ۱۲، ۱۶، ۱۹، ۳۶، ۵۶۰ و ۵۶۳ | لشکرهای فولکس‌گرندیر - از بقایای لشکرهای منهدم‌شده در جبهه شرقی                                                                        |
| ۳۱                | اوت ۱۹۴۴     | ۱۲           | برسلاو، دولرسهایم، مِرِن، رون و گروس-بورن                                                                                             | لشکرهای گرندیر - لشکرهای سایه - جذب درون لشکرهای موج ۳۲                                                                              |
| ۳۲                | سپتامبر ۱۹۴۴ | ۹            | تبدیل لشکرهای ۵۸۸–۵۶۴ به لشکرهای فولکس‌گرندیر                                                                                        | تبدیل لشکرهای پیشین به لشکرهای فولکس‌گرندیر                                                                                           |
| -                 | اکتبر ۱۹۴۴   | ۹            | ۱۴۸، ۱۵۹، ۱۷۶، ۱۸۰، ۱۸۹، ۱۹۰، ۲۰۳، ۲۸۱ و ۴۶۲                                                                                        | تبدیل لشکرهای ذخیره و امنیت به لشکرهای پیاده‌نظام                                                                                     |
| ۱۹۴۵              |              |              | | |
| ۳۳                | ژانویه ۱۹۴۵  | ۱۰           | ۴۸، ۸۵، ۱۸۹، ۲۴۵، ۲۶۴، ۲۷۵، ۳۶۱ ف‌گ، ۵۵۳ ف‌گ، ۷۰۶ و ۷۱۶                                                                               | ساختار جدید - تشکیل مجدد لشکرهای منهدم‌شده                                                                                            |
| -                 | ژانویه ۱۹۴۵  | ۱۰           | ۴۱، ۱۵۳، ۱۵۴، ۱۵۵، ۱۶۰، ۱۶۶، ۱۸۲، ۲۸۶، ۴۷۶ و کورلانت                                                                                | تبدیل لشکرهای ذخیره، آموزش و جایگزینی به لشکرهای پیاده‌نظام                                                                           |
| تارْن              | ژانویه ۱۹۴۵  | ۴            | ۶۰، ۲۱۹، ۲۴۹ و ۷۰۳ | لشکرهای سایه |
| ۳۴                | فوریه ۱۹۴۵   | ۸            | هانوفر، درسدن، دونائو، دوبِریتس، برلین، هامبورگ، یوتلانت و زیلانت                                                                    | لشکرهای سایه |
| ۳۵                | مارس ۱۹۴۵    | ۸            | یکم راد شلاگِتر، دوم راد فریدریش-لودویگ یان، سوم راد تئودور کورنر، چهارم راد، پوتسدام، شارن‌هورست، اولریش فون هوتن و فردینانت فون شیل | از نیروی کار رایش (راد) |
| -                 | آوریل ۱۹۴۵   | ۳            | ۳۵۲، ۷۱۶ و ۷۱۹ | تشکیل مجدد لشکرهای منهدم‌شده |

بر اساس جدول سازمان و تجهیزات:
- موج ۱: موج نخست لشکرهای پیاده‌نظام دارای ۵۳۴ افسر، ۱۰۲ کارمند اداری، ۲۷۰۱ درجه‌دار و ۱۴۳۹۷ سرباز بودند که مجموعاً عددی بالغ بر ۱۷۷۳۴ نفر می‌شد. از این میزان ۷۸ درصد پرسنل فعال، ۱۲ درصد نیروهای ذخیره گروه یک، ۶ درصد نیروهای ذخیره گروه دو و ۴ درصد افراد عضو لندور (افراد مسن تر با سابقه حضور در نبردهای جنگ جهانی اول) بودند. نیروهای ذخیره و لندور تقریباً به شکل اختصاصی در یگان‌های تدارکات یا پشتیبانی قرار داشتند.[۱۱]
- موج ۲: لشکرهای پیاده‌نظام موج دوم نفرات کمتری نسبت به موج نخست داشتند. این لشکرها ۴۹۱ افسر، ۹۸ کارمند اداری، ۲۲۷۳ درجه‌دار و ۱۲۴۱۱ سرباز داشتند که مجموعاً ۱۵۲۷۳ نفر می‌شدند. تنها ۶ درصد از این افراد پرسنل فعال نیروی زمینی در زمان صلح بودند. ۸۳ درصد مابقی را افراد ذخیره گروه یک تشکیل می‌دادند. این لشکرها روز چهارم بسیج عمومی نیروی زمینی (۲۹ اوت)، آماده ورود به میدان نبرد بودند.[۱۱]
- موج ۳: با در اختیار داشتن ۱۷۹۰۱ نفر، تعداد نیروهای موجود در لشکرهای پیاده‌نظام موج سوم، تشابه زیادی به لشکرهای موج نخست داشت. با این تفاوت که کمتر از یک درصد این نفرات پرسنل فعال، ۱۲ درصد نیروهای ذخیره گروه یک، ۴۶ درصد نیروهای ذخیره گروه دو و ۴۲ درصد عضو لندور بودند. این لشکرها روز ششم بسیج عمومی نیروی زمینی (۳۱ اوت)، آماده ورود به میدان نبرد بدون وظایف تهاجمی و صرفاً جهت محافظت از اراضی پشت خط مقدم بودند.[۱۱]
- موج ۴: در موج چهارم هر لشکر پیاده‌نظام ۱۵۰۱۹ نفر داشت که از این مقدار ۹ درصد پرسنل فعال، ۲۱ درصد نیروهای گروه ذخیره یک، ۴۶ درصد نیروهای گروه ذخیره دو و ۲۴ درصد از لندور بودند. این لشکرها روز ششم بسیج عمومی نیروی زمینی (۳۱ اوت)، آماده ورود به میدان نبرد به عنوان لشکرهای ذخیره لشکرهای موج سوم بودند.[۱۲]

بدین ترتیب هنگام آغاز جنگ جهانی دوم هر لشکر پیاده‌نظام نیروی زمینی آلمان به شکل میانگین ۱۶ هزار نفر در اختیار داشت. با الحاق یگان‌های دیگر به این لشکرها، گاهی شمار نفرات برخی از آن‌ها به ۲۰ هزار نفر نیز می‌رسید. این آمار اواخر جنگ به شدت افت کرد؛ به وجهی که بسیاری از سپاه‌ها (هر یک مشتکل از دو یا چند لشکر) در مجموع حتی ۲۰ هزار نفر در اختیار نداشتند.

## سازمان

### سازمان لشکرهای سال ۱۹۳۹
سازمان لشکرهای پیاده‌نظام ورماخت در سال ۱۹۳۹ به ترتیب زیر بود:
- ستاد لشکر
  - ۱ دسته پیام‌رسان موتورسوار
  - ۱ دسته نقشه‌برداری موتوریزه
- ۳ هنگ پیاده‌نظام - هر یک: ([سرباز/درجه‌دار/اداری/افسر:] ۷۵/۷/۴۹۳/۲۴۷۴)
  - ستاد هنگ: فرمانده، ۱ آجودان، ۱ کمک‌آجودان، افسر مخابرات و سروان ستاد
  - ۳ گردان پیاده‌نظام - هر یک: ([درجه‌دار و سرباز/اداری/افسر:] ۱۴/۱/۸۴۶) ([فرمانده:] سرگرد یا سرهنگ دوم، سواره)
    - ستاد گردان: فرمانده، ۱ آجودان، ۱ کمک‌آجودان، ۱ جراح و ۱ دامپزشک - همگی سواره
    - دسته مخابرات: (گروهبان دوم)
      - ۲ جوخه کوچک تلفن، هر یک: ([سرباز/درجه‌دار:] ۱/۳ (گروهبان سوم)) ۲ ارتباط تلفن
      - ۴ چوخه بیسیم سیار: (۱۲)
      - ۱ گاری دو اسبه مخابراتی با راننده با ۸ کیلومتر کابل صحرایی سبک، ۲ کیلومتر کابل صحرایی سنگین، ۶ تلفن صحرایی و سایر تجهیزات

    - دسته مهندسی پیاده‌نظام (تشکیل در صورت نیاز از نیروی متخصص گروهان‌های تفنگ‌دار)
    - ۳ گروهان تفنگ‌دار (گروهان‌های ۱ تا ۱۲ لشکر)، هریک: ([سرباز/درجه‌دار/افسر:] ۲/۲۱/۱۷۸) (سروان یا ستوان یکم، سواره):
      - جوخه گروهان: رهبر جوخه (گروهبان دوم)، ۴ پیام‌رسان، ۲ پیام‌رسان موتورسوار، ۱ مهتر، ۱ پزشک و ۱ سرباز بهداری
      - ۳ دسته تفنگ‌دار، هر یک: (۱/۶/۴۳) (ستوان دوم)
        - جوخه دسته: رهبر جوخه (گروهبان سوم)، ۳ پیام‌رسان، ۱ امدادگر و ۱ ارابه‌ران
        - ۴ جوخه تفنگ‌دار (سرباز/درجه‌دار: ۱/۹)
        - ۱ جوخه خمپاره‌انداز سبک: ۱ رهبر جوخه (درجه‌دار) و ۲ توپ‌چی

      - ۳ جوخه تفنگ ضدتانک، هر یک: (سرباز/درجه‌دار: ۱/۶) ۳ تفنگ ضدتانک
      - قطار تدارکات: ۱ هاوپت‌فلدویبل، ۱ رهبر قطار تدارکات، ۱ درجه‌دار مسئول تسلیحات و تجهیزات، ۳ گاری دو اسبه با راننده، ۱ گاری چهار اسبه رزمی با یک راننده گاری و ۱ راننده از زین و ۱ آشپزخانه صحرایی بزرگ چهار اسبه با یک راننده گاری، ۱ راننده از زین، ۲ آشپز و ۲ وردست
      - کاروان ۱ تدارکات: ۱ گروهبان تدارکات به عنوان رهبر (گروهبان سوم)، ۱ سرباز، ۱ گاری دو اسبه تدارکات صحرایی با راننده
      - کاروان ۲ تدارکات: ۱ گروهبان تدارکات (گروهبان سوم)، ۱ موتورسیکلت با راننده، ۱ کامیون ۳ تن با راننده و کمک‌راننده
      - قطار بار و بنه: ۱ حسابدار به عنوان رهبر (گروهبان سوم)، ۱ دستیار حسابدار، ۱ خیاط، ۱ کفاش، ۱ زین‌ساز، ۱ موتورسیکلت با جایگاه جانبی با راننده، ۱ کامیون ۳ تن با راننده و کمک‌راننده برای اسناد گروهان، البسه یدکی و ابزارها و ۱ کامیون ۳ تن با راننده و کمک‌راننده برای بار و بنه سربازان

    - ۱ گروهان مسلسل: (درجه‌دار و سرباز/افسر: ۳/۱۷۴) (سروان، سواره)
      - جوخه گروهان: ۱ رهبر، ۱ درجه‌دار دیده‌بان، ۲ درجه‌دار هدایت آتش، ۱ برد گیر، ۲ پیام‌رسان با دوچرخه، ۱ پیام‌رسان سواره، ۱ مهتر سواره، ۱ یگان مخابرات با ۱ گاری دو اسبه با راننده، ۶ تلفن صحرایی و ۶ تلفن‌چی برای ۳ ارتباط تلفنی
      - ۳ دسته مسلسل سنگین، هر یک: (ستوان دوم)
        - ۲ جوخه، هر یک: (۱/۱۰) ۲ مسلسل سنگین

      - دسته خمپاره‌انداز سنگین: (ستوان دوم)
        - جوخه دسته: ۱ درجه‌دار و ۳ پیام‌رسان
        - ۳ جوخه خمپاره‌انداز سنگین، مجموعا: ۶ خمپاره‌انداز سنگین، هر جوخه: ۱ رهبر جوخه، ۱ برد گیر، ۶ توپچی، ۱ ارابه یک اسبه با یدک با ۱ راننده و ۱ گاری دو اسبه

      - قطار تدارکات: همانند گروهان‌های تفنگ‌دار به علاوه ۱ مسئول علوفه و ۱ آهنگر

    - جوخه تدارکات رزمی: رهبر (گروهبان سوم)، ۱ مسئول علوفه سواره، ۱ گاری علوفه، ۱ اسلحه‌ساز با دوچرخه، ۱ کمک‌اسلحه‌ساز، ۱ گاری اسلحه‌ساز، ۱ آهنگر (برای نعل اسب‌ها)، ۱ کمک‌آهنگر، ۱ گاری آهنگر، ۱ گروهبان سوم ضد شیمیایی، ۱ گروهبان سوم بهداری موتورسوار، ۱ گاری تدارکات بهداری، ۲ آشپز صحرایی، ۲ کمک‌آشپز، ۱ آشپزخانه صحرایی و ۱ گاری تجهیزات سنگرسازی (تمامی گاری‌ها با دو اسب و یک راننده)
    - کاروان ۱ تدارکات: ۱ هاوپت‌فلدویبل، ۱ حسابدار، ۱ گروهبان تدارکات به عنوان رهبر (گروهبان دوم) با دوچرخه و ۲ گاری دو اسبه
    - کاروان ۲ تدارکات: ۱ مأمور پرداخت، ۱ گروهبان سوم تدارکات، ۱ موتورسیکلت با راننده، ۲ کامیون ۳ تن با راننده و کمک‌راننده
    - قطار بار و بنه: ۱ موتورسیکلت با راننده (گروهبان سوم)، ۱ کامیون ۳ تن با راننده و ۱ صنعت‌گر

  - ۱ گروهان توپ پیاده‌نظام (گروهان ۱۳ لشکر): (۲ توپ سنگین ۱۵۰ میلی‌متری و ۶ توپ سبک ۷۵ میلی‌متری) ([سرباز، درجه‌دار و افسر:] ۱۸۰) (سروان، سواره)
    - جوخه گروهان: ۱ درجه‌دار مخابرات، ۳ تلفن‌چی، ۳ پیام‌رسان، ۲ نقشه‌بردار، ۱ محاسبه‌گر، ۱ برد گیر، ۱ مهتر سواره و ۱ گاری چهار اسبه با دو راننده از زین
    - ۳ دسته توپ سبک پیاده‌نظام، هر یک:
      - رهبر دسته و جوخه قرارگاه شامل نایب رهبر دسته (همزمان درجه‌دار مخابرات)، ۲ درجه‌دار جهت‌دهی، ۱ برد گیر، ۱ پیام‌رسان، ۱ مهتر (همگی سواره)، ۳ تلفن‌چی و ۱ پیام‌رسان
      - ۲ توپ سبک ۷۵ میلی‌متری پیاده‌نظام هر یک با چهار اسب کشنده با دو راننده زین، رهبر توپ سواره و ۵ خدمه (۱ توپچی، ۱ بارگذار و ۳ حمل‌کننده مهمات) به علاوه ۲ گاری چهار اسبه حمل مهمات هر یک با دو راننده از زین و ۲ دستیار حمل مهمات

    - ۱ دسته توپ سنگین پیاده‌نظام:
      - رهبر دسته و جوخه قرارگاه همانند دسته توپ سبک
      - ۲ توپ سنگین ۱۵۰ میلی‌متری پیاده‌نظام هر یک با شش اسب کشنده با سه راننده از زین، رهبر توپ سواره و ۶ خدمه (۱ توپچی، ۲ بارگذار و ۳ حمل‌کننده مهمات) به علاوه ۲ تریلر مهمات و ۲ گاری چهار اسبه حمل مهمات

    - قطار تدارکات رزم: ۱ آشپزخانه صحرایی، ۱ گاری آهنگری صحرایی، ۱ آهنگر، ۱ مسئول علوفه و پرسنل دیگر
    - کاروان ۱ تدارکات: همانند یگان‌های دیگر
    - قطار بار و بنه: همانند یگان‌های دیگر

  - ۱ گروهان ضد تانک موتوریزه (گروهان ۱۴ لشکر): (۱۲ توپ ۳۷ میلی‌متری و ۴ مسلسل سبک)
    - ۴ دسته ضدتانک هر یک: ۳ توپ ضدتانک

  - یگان‌های هنگ:
    - دسته مخابرات: (ستوان دوم، همزمان افسر مخابرات هنگ، سواره)
      - جوخه دسته: ۱ سربیسیم‌چی سواره و ۲ علامت‌چی
      - ۱ جوخه تلفن کوچک و ۲ جوخه تلفن متوسط
      - ۴ جوخه رادیوی دو طرفه
      - ۲ گاری چهار اسبه تلفن و ۱ گاری ۲ اسبه تلفن کوچک، همه گاری‌ها حامل تجهیزات و ابزارها

    - دسته سواره: (گروهبان یکم یا گروهبان دوم) (۲۹ سوار)
      - جوخه دسته (۱/۳)
      - ۳ جوخه: (۱/۷)
      - ۱ گاری دو اسبه رزمی با یک راننده و ۱ آهنگر، ۱ آشپرخانه صحرایی کوچک با یک راننده و ۲ آشپز صحرایی و ۱ حسابدار پرداخت با دوچرخه

    - دسته مهندسی: (ستوان دوم، سواره)
      - جوخه دسته: رهبر، ۳ پیام‌رسان، ۱ مهتر، ۱ درجه‌دار بهداری با دوچرخه
      - ۶ جوخه: (۱/۹) ۳ جوخه با مسلسل سبک
      - ۳ گاری دو اسبه تجهیزات و ۱ گاری دو اسبه تسلیحات

    - گروه موزیک: سرنوازنده به عنوان رهبر گروه (گروهبان یکم) و ۳۷ نوازنده (هنگام رزم از این افراد به عنوان دستیار بهداری استفاده می‌شد)

  - قطار تدارکات هنگ: (تمامی خودورها با راننده)
    - جوخه تدارکات رزمی: ۱ افسر بهداری موتورسوار، ۲ دامپزشک سواره، ۱ اسلحه‌ساز هنگ، ۱ آهنگر، پرسنل اسلحه‌سازی با ۱ گاری دو اسبه اسلحه‌سازی و پرسنل آشپزخانه با ۱ آشپزخانه صحرایی بزرگ چهار اسبه
    - کاروان ۱ تدارکات: ۱ افسر اداری موتورسوار و ۱ گاری دو اسبه
    - کاروان ۲ تدارکات: ۱ مأمور پرداخت ارشد موتورسوار و ۲ کامیون
    - قطار بار و بنه: ۱ افسر موتورسوار و ۲ کامیون

  - ۱ ستون پیاده‌نظام سبک: رهبر ستون (سواره)، ۲ پیام‌رسان موتورسوار و ۳ جوخه هر یک با ۱ رهبر و ۸ گاری دو اسبه با راننده و خدمتکار
- هنگ توپخانه
  - ستاد هنگ توپخانه، آتشبار ستاد و دسته مخابرات
  - ۳ گردان توپخانه سبک - هر یک:
    - ستاد گردان، آتشبار ستاد، دسته مخابرات و دسته دیده‌بانی
    - ۳ آتشبار (هریک: ۴ هویتزر سبک ۱۰۵ میلی‌متری و ۲ مسلسل سبک)

  - ۱ گردان توپخانه سنگین:
    - ستاد گردان، آتشبار ستاد، دسته مخابرات و دسته دیده‌بانی
    - ۳ آتشبار (هریک: ۴ هویتزر سنگین ۱۵۰ میلی‌متری و ۲ مسلسل سبک)

  - ۱ گردان دیده‌بانی موتوریزه
- گردان شناسایی: (۱۹/۲/۹۰/۵۱۲)
  - ستاد گردان: فرمانده، آجودان، دستیار آجودان، رهبر ستون مخابرات، دامپزشک، بازرس ارشد (رهبر یگان تعمیرات)، مأمور پرداخت ارشد و پرسنل ستاد (برخی سواره و برخی موتوریزه)
  - یگان پیام‌رسان: ۵ پیام‌رسان دوچرخه‌سوار و ۵ پیام‌رسان موتورسوار
  - دسته مخابرات: (درجه‌دار و سرباز/افسر: ۱/۲۹) ۱ جوخه تلفن موتوریزه با ۱ خودروی ویژه ۱۵، ۱ جوخه رادیو با ۱ خودروی ویژه ۱۵ و ۱ کامیون بزرگ رادیو، ۳ جوخه رادیوی دو طرفه سیار (سواره)، ۱ جوخه تلفن (سواره) و ۱ گاری تجهیزات مخابراتی
  - ۱ گروهان سواره:
    - رهبر و جوخه گروهان
    - ۳ دسته سواره، هر یک:
      - جوخه دسته
      - ۳ جوخه سواره، هر یک: ۲ تفنگ‌دار و ۱ مسلسل سبک، ۱ درجه‌دار و ۱۲ سوارکار

  - ۱ گروهان دوچرخه‌سوار
  - گروهان سنگین:
    - ۱ دسته ضدتانک موتوریزه (۳ توپ ۳۷ میلی‌متری)
    - ۱ دسته توپ پیاده‌نظام (۲ توپ سبک ۷۵ میلی‌متری)
    - ۱ یگان شناسایی (۳ خودروی زرهی سبک)
- گردان ضدتانک:
  - ستاد و دسته مخابرات
  - ۳ گروهان ضدتانک موتوریزه (هر یک: ۱۲ توپ ۳۷ میلی‌متری و ۶ مسلسل سبک)
  - ۱ گروهان مسلسل سنگین (۱۲ توپ ۲۰ میلی‌متری ضدهوایی)
- گردان مهندسی:
  - ستاد گردان
  - ۲ گروهان مهندسی (هر یک: ۹ مسلسل سبک، ۳ تفنگ ضد تانک و ۳ شعله‌افکن)
  - ۱ گروهان مهندسی موتوریزه (۹ مسلسل سبک، ۳ تفنگ ضد تانک و ۳ شعله‌افکن)
  - ۱ ستون پل‌ساز موتوریزه
  - ۱ ستون مهندسی سبک موتوریزه
  - گروه موزیک
- گردان مخابرات:
  - ۱ گروهان تلفن صحرایی موتوریزه بخشی‌موتوریزه
  - ۱ گروهان رادیو موتوریزه
  - ۱ گروهان مخابرات سبک موتوریزه
- گردان جایگزینی صحرایی:
  - ستاد گردان
  - گروهان‌های پیاده‌نظام (هریک: ۹ مسلسل سبک، ۲ مسلسل سنگین و ۳ خمپاره‌انداز ۵۰ میلی‌متری)
- پشتیبانی تدارکاتی
  - گردان اداری:
    - ۱ گروهان نانوایی موتوریزه
    - ۱ گروهان سلاخی موتوریزه
    - ۱ گروهان اداری موتوریزه

  - ستاد تدارکات
    - ۸ ستون تدارکات سبک
    - ۱ ستون سبک برای ادوات عملیات
    - ۱ گروهان تعمیرات موتوریزه
    - ۱ گروهان تدارکات موتوریزه
    - ۱ ستون سوخت موتوریزه

  - پشتیبانی بهداری
    - ۱ گروهان بهداری سواره
    - ۱ گروهان بهداری موتوریزه
    - بیمارستان صحرایی موتوریزه
    - ۲ گروهان آمبولانس موتوریزه

  - دیگر
    - گروهان دامپزشکی
    - ۱ نیروی پلیس نظامی موتوریزه
    - ۱ دفتر پست صحرایی

با توجه به این که تجربیات جنگ جهانی اول نقش به‌سزایی در این مسئله داشتند، سازمان لشکرهای پیاده‌نظام سال ۱۹۳۹ ورماخت مشابهت بسیاری به سازمان لشکرهای پیاده‌نظام نیروی زمینی امپراتوری آلمان در سال ۱۹۱۸ داشت؛ با این تفاوت که یک گروهان تفنگ‌دار از گردان‌های پیاده‌نظام کاسته، یک گروهان توپ پیاده‌نظام به هنگ‌های پیاده‌نظام افزوده، گروهان‌های سواره‌نظام این تیپ‌ها به سطح دسته تقلیل، خمپاره‌اندازهای گردان مهندسی به گروهان مسلسل (گروهان سنگین) گردان‌های پیاده‌نظام منتقل و یک گروهان دیگر به گردان مهندسی افزوده شدند. علاوه بر این دسته مخابرات نیز به سطح یک گردان کامل ارتقا یافت.

### فرماندهی
تا سال ۱۹۳۵ هر لشکر پیاده‌نظام علاوه بر یک فرمانده کل (فرمانده منطقه نظامی) دارای دو معاون فرمانده بود. یکی از این معاونان فرمانده پیاده‌نظام (Infanteriefuehrer) و دیگری فرمانده توپخانه (Artillieriefuehrer) به حساب می‌آمد که هر یک (معمولاً با درجه سرتیپ) یگان‌های مربوط به خود را هدایت می‌کردند. این فرماندهان هدایت گروه‌های رزمی لشکر را نیز اغلب بر عهده می‌گرفتند.
افسر عملیات (la) در سطح لشکر نقش ریاست ستاد لشکر را ایفا می‌کرد و افسر اطلاعات (Ic) مستقیماً تحت امر او بود. البته از عنوان رئیس ستاد تنها در سطح سپاه یا بالاتر استفاده می‌شد. هنگام ورود به میدان‌های نبرد، ستاد لشکر معمولاً به سه بخش ستاد عملیات (Fuehrungsabteilung)، ستاد تدارکات (Quartermeister) و ستاد نیرو (Adjutantur) تقسیم می‌گردید. مجموع این ستادها مرکز فرماندهی به ریاست افسر عملیات را ایجاد می‌نمودند. افسر اطلاعات (Ic) و افسر توپخانه (Ia) لشکر در ستاد عملیات که مهم‌ترین ستاد لشکر به حساب می‌آمد، حضور داشتند. افسر ارشد تدارکات (Ib) رهبری ستاد تدارکات را عهده‌دار بود. افسر ارشد اداری (IVa)، افسر ارشد بهداری (IVb)، افسر ارشد دامپزشکی (IVc) و افسر حمل و نقل موتوری (V) نیز در ستاد تدارکات قرار می‌گرفتند که هر یک بخش خود را هدایت می‌نمودند. افسر ارشد نیرو (IIa) که آجودان نیز نامیده می‌شد و پشت خط مقدم حضور می‌یافت، ستاد نیرو را هدایت می‌کرد و افسر دوم نیرو (IIb)، قاضی ارشد دادگاه نظامی (III)، روحانی لشکر (IVd) و سایر یگان‌های مورد نیاز جهت عملکرد مناسب قرارگاه‌های ستادی همچون بخش نگهداری خودروها، یگان‌های امنیت، یگان‌های مهندسی ساخت‌وساز و یگان‌های جایگزینی زیر نظر او قرار داشتند. افسر دوم نیرو (IIb) مسئولیت امور درجه‌داران و درخواست نیروی جایگزین از طریق افسر ارشد نیرو را عهده‌دار بود. تنها افسران درجه یک (I) بخشی از ستاد کل لشکر بودند. به همین جهت بیشتر این نفرات در آن حضور نداشتند. علاوه بر این سه ستاد عمده، لشکر دارای ستادهای ویژه‌ای بود که همراه افسران یا بخش‌هایی به صورت موقت یا دائم به آن ملحق می‌شدند. این ستادها می‌توانستند شامل فرمانده نیروهای تدارکاتی لشکر (بیشتر موارد تحت امر افسر ارشد تدارکات)، افسر ارشد پلیس نظامی، فرمانده نیروهای ادوات پرتاب‌گرها (مانند موشک‌اندازها)، افسر محافظت شیمیایی و افسر راهبر ناسیونال سوسیالیسم باشند.
هنگامی که یگان‌های توپخانه از رده‌های بالاتر به لشکر ملحق می‌شدند، یک افسر دیگر با عنوان فرمانده ارشد توپخانه (Artilleriekommandanteur یا Arko) موقتاً به ستاد لشکر افزوده می‌شد که مسئول ارائه توصیه‌های مربوط به تخصیص قسمت‌های مختلف این یگان‌ها به بخش‌های مختلف لشکر بود. اگر به شکل استثنایی هیچ یگان توپخانه دیگری به لشکر اختصاص نیافته بود، افسری با عنوان فرمانده توپخانه لشکر (Artillerieführer یا Arfü) یگان‌های توپخانه لشکر را فرماندهی می‌کرد. در صورت حضور فرمانده ارشد توپخانه، نیروهای توپخانه سطح لشکر توسط او رهبری و حوزه اختیارات فرمانده توپخانه لشکر به هنگ توپخانه لشکر محدود می‌شد.
هاوپت‌فلدویبل در قطار تدارکات گروهان‌های تفنگ‌دار مسئول ناحیه پشت سر گروهان در تمامی امور غیر رزمی بود. او علاوه بر رسیدگی به امور قطارهای تدارکاتی، انضباط و نظم را در ناحیه پشت سر ایجاد و ارتباطات با فرماندهان و خانه را سامان می‌داد. 'هاوپت‌فلدویبل بر همه امور اداری کاغذی گروهان از جمله گزارش‌های معمول، ترفیع درجات و مرخصی‌ها نظارت می‌کرد. از او با عنوان اشپیس (Spiess - نیزه) در بین نیروها یاد می‌شد. در صورت لزوم حتی ممکن بود از او به عنوان رهبر یک دسته نیز استفاده شود.

### هنگ پیاده‌نظام
تا سال ۱۹۴۴، بیشتر گروهان‌های تفنگ‌دار دارای سه دسته تفنگ‌دار با تفنگ گلنگدنی و یک گروه مسلسل سنگین یا خمپاره‌انداز ۸۱ میلی‌متری بودند. این ترکیب در لشکرهای فولکس‌گرندیر به دو دسته با مسلسل دستی و یک دسته با تفنگ گلنگدنی تغییر کرد.
هنگ‌های دارای سه گردان، علاوه بر ۱۲ گروهان (۸ گروهان در هنگ‌های دارای دو گردان) در غالب گردان‌های خود، یک گروهان توپ پیاده‌نظام دیگر مستقیماً تحت هدایت فرماندهی هنگ در اختیار داشتند. این گروهان حتی در هنگ‌های دارای دو گردان با مجموع هشت گروهان، هم عموماً گروهان ۱۳ خوانده می‌شد؛ در این حالت گروهان‌های ۹ تا ۱۲ وجود نداشتند. از حدود سال ۱۹۴۲ دسته‌های توپ سبک پیاده‌نظام در گردان‌های پیاده‌نظام اذغام و با توپ‌های سنگین پیاده‌نظام در گروهان‌های توپ پیاده‌نظام جایگزین شدند. در لشکرهای پیاده‌نظام تازه‌شکل‌گرفته که اغلب توپ‌های سبک پیاده‌نظام نداشتند، این ادوات با دو برابر تعداد خمپاره‌اندازهای ۸۱ میلی‌متری جایگزین گردید که دارای همان کارایی بودند. در لشکرهای فولکس‌گرندیر گروهان ۱۳ از دو دسته خمپاره‌انداز ۱۲۰ میلی‌متری و یک دسته توپ پیاده‌نظام تشکیل می‌گردید. در لشکرهای پیاده‌نظام اولیه، در این گروهان از دسته‌های توپ پیاده‌نظام بیشتر و خمپاره‌انداز کمتری نسبت به لشکرهای پیاده‌نظام اواخر جنگ استفاده می‌شد.
گروهان مسلسل در گردان‌های تفنگ‌دار بر خلاف آنچه از نام آن‌ها برمی‌آید صرفاً مجهز به مسلسل نبودند؛ بلکه ترکیبی از مسلسل‌های سنگین و خمپاره‌اندازهای سنگین بودند. این گروهان‌ها بعداً به شکل مناسب‌تری به «گروهان سنگین» تغییر عنوان دادند.
هنگ‌های پیاده‌نظام از ۱۵ اکتبر سال ۱۹۴۲ به حکم پیشوا به «هنگ گرندیر» تغییر عنوان دادند.

### هنگ توپخانه

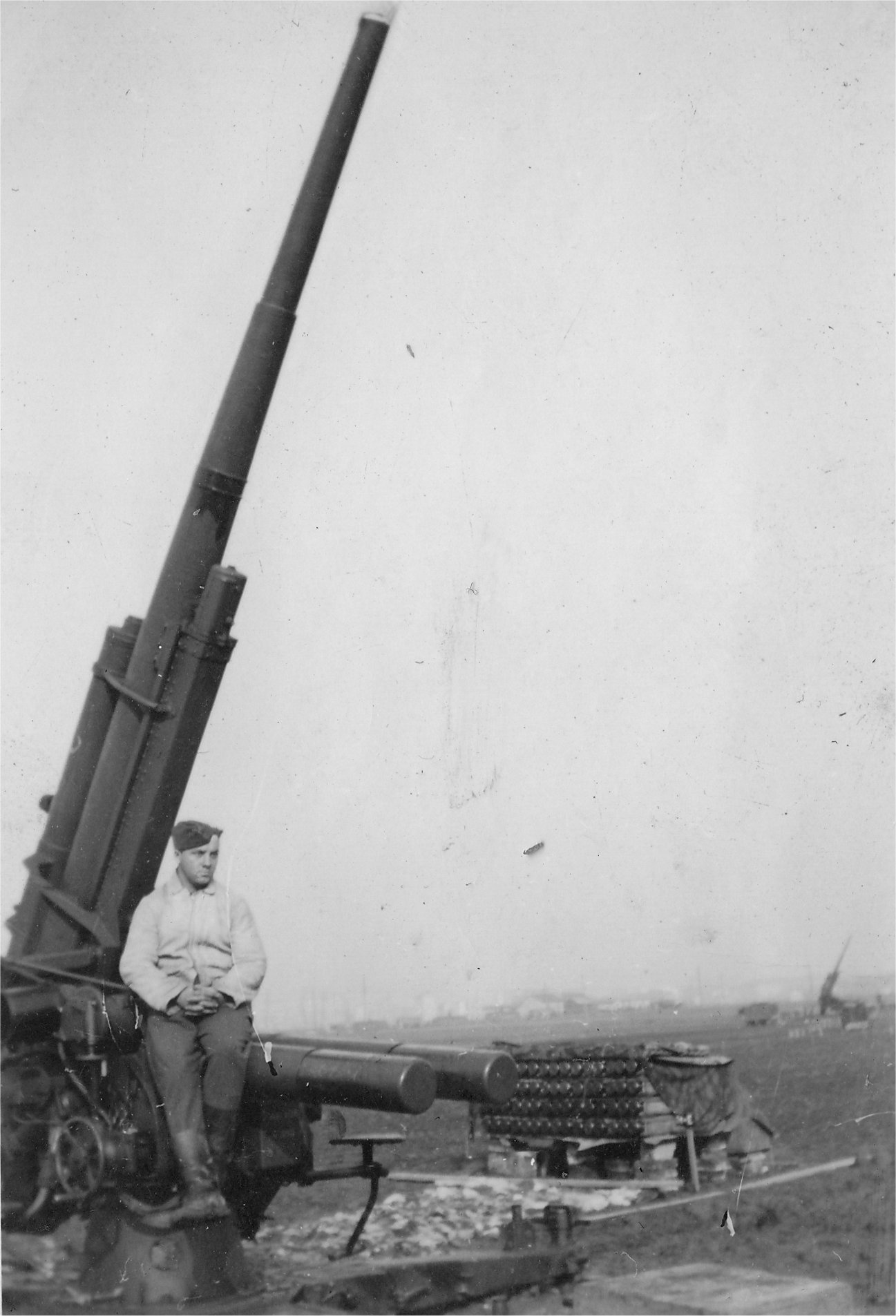
توپ ضدهوایی ۸۸ میلی‌متری، میلان، ایتالیا

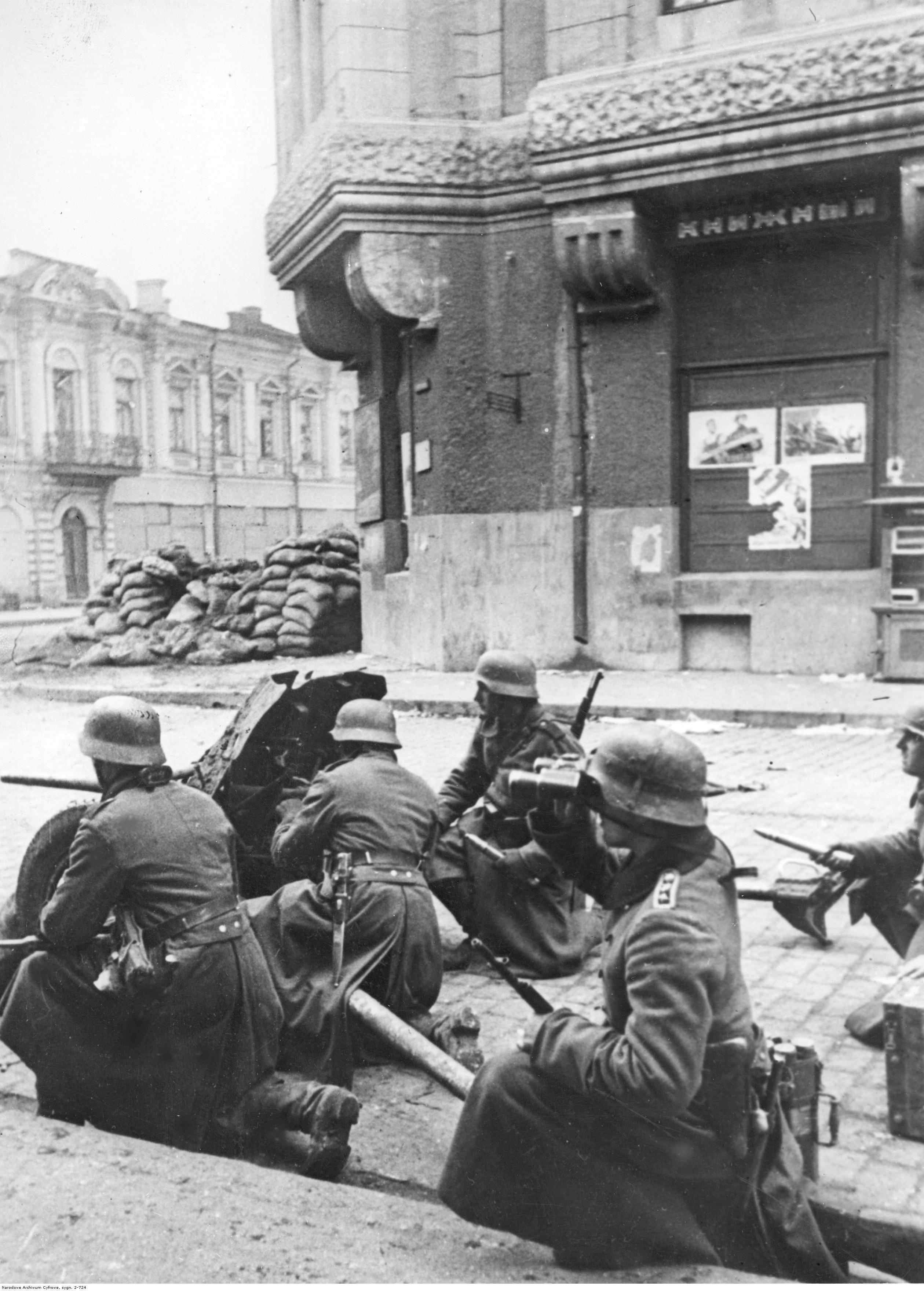
نیروهای هنگ ۸۹ پیاده‌نظام از لشکر دوازدهم پیاده‌نظام در حال استفاده از توپ ضدتانک ۳۷ میلی‌متری Pak 36، نبرد اول خارکوف، شوروی

در مواردی برخی از لشکرها مجاز به داشتن ۶ گردان توپخانه می‌شدند. یگان‌های توپخانه لشکر مکرراً از یگان‌های توپخانه در اختیار سپاه یا یگان‌های بالاتری که لشکر بخشی از آن‌ها بود، نیروی کمکی دریافت می‌کردند. این یگان‌های توپخانه از جمله هنگ توپخانه سپاه، توسط فرمانده ارشد توپخانه فرماندهی می‌شدند. این فرمانده توپخانه به همراه خود یگان‌های دیده‌بانی، گردان‌ها یا آتشبارهای سبک، متوسط، سنگین و فوق سنگین به لشکر ملحق می‌کرد که اسب‌کشنده، موتوریزه، خودرو کشنده، خودکششی، ریلی یا حتی در موارد نادری ثابت بودند. گردان‌هایی از توپ‌های تهاجمی زره‌پوش شامل یک آتشبار ستاد و سه آتشبار دیگر هر یک با شش توپ تهاجمی خودکششی ۷۵ میلی‌متری و گردان‌هایی از توپ‌های ضدهوایی شامل سه آتشبار توپ‌های ۸۸ میلی‌متری و دو آتشبار توپ‌های ۲۰ میلی‌متری نیز به لشکر پیاده‌نظام می‌پیوستند. گردان‌های ضدهوایی گاهی مختص خود لشکرهای پیاده‌نظام بودند.
به استثنای حذف گردان دیده‌بانی از لشکرهای موج دوم به بعد و اضافه شدن گردان‌های توپخانه ۷۵ میلی‌متری به لشکرهای فولکس‌گرندیر، هنگ توپخانه لشکرهای پیاده‌نظام در طول جنگ تغییری به خود ندیدند.

### گردان‌های لشکر
گردان شناسایی

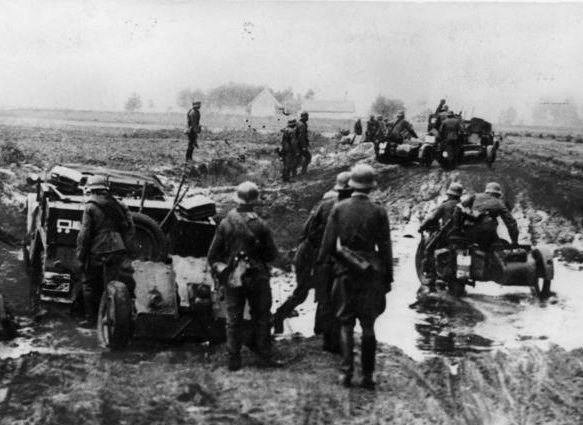
یگان شناسایی موتورسوار در لهستان، سپتامبر ۱۹۳۹

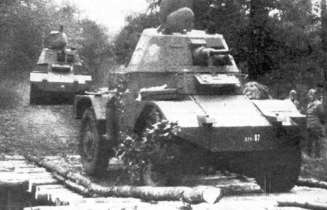
خودروی زره‌پوش شناسایی به غنیمت گرفته شده از فرانسه در سال ۱۹۴۰

یگان‌های شناسایی در زمان صلح در لشکرها وجود نداشتند و در هنگام بسیج در سال ۱۹۳۹ از نیروهای سیزده هنگ منحل‌شده سواره‌نظام تشکیل شدند. در لشکرهای پیاده‌نظام بعدی یگان شناسایی گروهان سواره نداشت و این گروه به صورت مجزا در قابل گردان‌های پیاده‌نظام قرار می‌گرفت. خودروهای زرهی یگان‌های شناسایی بعداً با موتورسیکلت و خودروهای موتوری جایگزین شد. گردان‌های شناسایی در لشکرهای مختلف تفاوت‌های قابل ملاحظه ای با یکدیگر حتی در اوایل جنگ داشتند. این یگان‌ها که بعدها با ترکیب با گردان‌های ضدتانک، گردان‌های سریع (schnelle) را پدیدآوردند، سازمان‌های مختلفی داشتند. برای مثال گردان سریع ۲۲۷ لشکر دویست و بیست و هفتم پیاده‌نظام دارای چهار گروهان دوچرخه‌سوار مسلح به مسلسل‌های دستی، یک گروهان ضدتانک موتوریزه مسلح به ۱۲ توپ ضد تانک ۳۷ میلی‌متری و یک گروهان سنگین شامل یک دسته خودروی زرهی، دو دسته موتورسوار، دو دسته ضدتانک (هر یک با سه توپ ضدتانک ۳۷ میلی‌متری) و یک دسته مهندسی بود. از طرفی گردان سریع ۲۳۶ لشکر صد و شصت و دوم پیاده‌نظام دارای سه گروهان ضدتانک موتوریزه (یک گروهان با توپ‌های ۳۷ میلی‌متری و دو گروهان با توپ‌های ۵۰ میلی‌متری)، یک گروهان دوچرخه‌سوار و یک دسته مخابرات بود.
گردان ضدتانک
گردان ضدتانک لشکرهای پیاده‌نظام در ابتدا یگان «دفاع ضدزره» (Panzer Abwehr) نامیده می‌شدند. از ماه آوریل سال ۱۹۴۰ این عنوان به یگان «شکارچی تانک» (Panzerjäger) تغیر کرد. از موج دوم لشکرهای پیاده‌نظام گروهان مسلسل سنگین از گردان ضد تانک حذف شد.
گردان مهندسی
گردان مهندسی رزم که نیروی پیشگام (Pionieretruppen) نیز نامیده می‌شد، شامل یگان‌های تهاجم، ساخت‌وساز، انهدام و پل‌سازی بود. این نیروها در نفوذ و انهدام میدان‌های مین و استحکامات دشمن و ایجاد پوشش دود مهارت داشتند و می‌توانستند هنگام عقب‌نشینی سازمان یافته نیروهای خودی، پیشروی قوای دشمن را از طریق ایجاد مانع، انهدام پل‌ها و تله انفجاری به تأخیر بیندازند. مسئولیت از پیشرو برداشتن موانع مصنوعی یا طبیعی، تعمیر یا احداث پل‌های ثابت یا موقت بر روی بدنه‌های آب و تأمین قایق‌های بادی و تهاجمی با این یگان بود. در حالت تدافعی نیز ایجاد موانع، میدان‌های مین، استحکامات، پناهگاه‌ها، تله‌های انفجاری و استتار و باز و هموار نگاه داشتن مسیر تدارکات بر عهده یگان مهندسی قرار داشت. نیروهای این گردان‌ها مکرراً تلفات بیشتری نسبت به همرزمان خود در یگان‌های پیاده‌نظام می‌خوردند.
گاهی گردان‌های مهندسی دیگری نیز به جهت اجرای عملیات‌های ویژه، به لشکرهای پیاده‌نظام ملحق می‌شدند یا گردان مهندسی یک لشکر به لشکر دیگر یا یگان‌های بالاتر می‌پیوست. البته فرماندهان سپاه‌ها اکثراً سعی می‌کردند تا جای ممکن یکپارچگی لشکرها را با جدا نکردن یگان‌ها از آن‌ها حفظ کنند.
اواخر جنگ با توجه به کمبود نیروی انسانی و گستردگی خط مقدم محول به لشکر، از نیروهای یگان مهندسی به عنوان پیاده‌نظام نیز استفاده شد.
گردان مخابرات
گردان مخابرات نیز می‌توانست از سپاه نیروهای کمکی همچون گروهان‌های تلگراف و شنود دریافت کند. در بسیاری از لشکرهای ایجاد شده پس از سال ۱۹۴۲ گردان مخابرات به سطح گروهان مخابرات تقلیل یافت.
گردان فوسیلیر
لشکرهای پیاده‌نظام سازمان یافته پس از سال ۱۹۴۳ دارای گردان‌های فوسیلیر بودند. این گردان‌ها که ترکیب گردان‌های پیاده‌نظام را داشتند و جایگزین گردان‌های شناسایی شده بودند، تحرک بیشتری داشتند.

### سایر یگان‌ها
یگان‌های دیگری همچون گروهان‌های تعمیر ریلی، یگان‌های ذخیره‌سازی، یگان‌های دود و دیگر یگان‌ها نیز در صورت نیاز به لشکر ملحق می‌شدند.
یگان بهداری

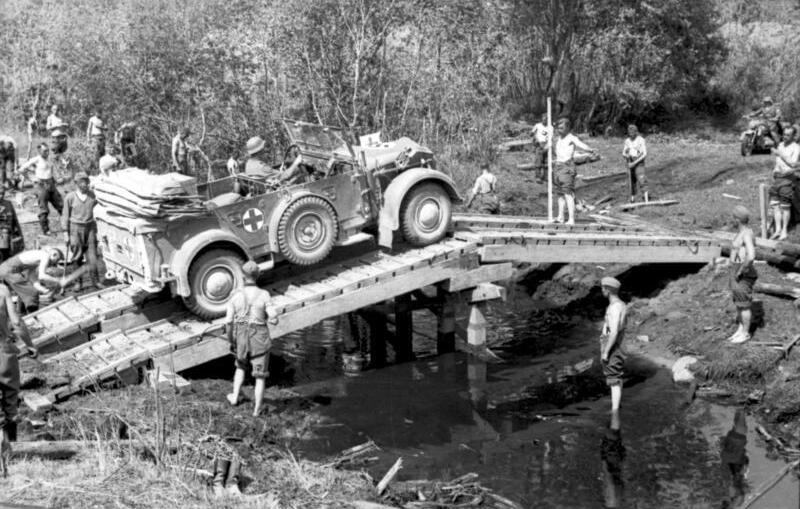
خودروی بهداری در حال عبور از یک پل

یگان بهداری معمولاً شماره لشکری که در آن قرار داشت را به خود می‌گرفت. برای مثال یگان بهداری لشکر سیصد و چهارم پیاده‌نظام، یگان ۳۰۴ بهداری خوانده می‌شد.
یگان دامپزشکی

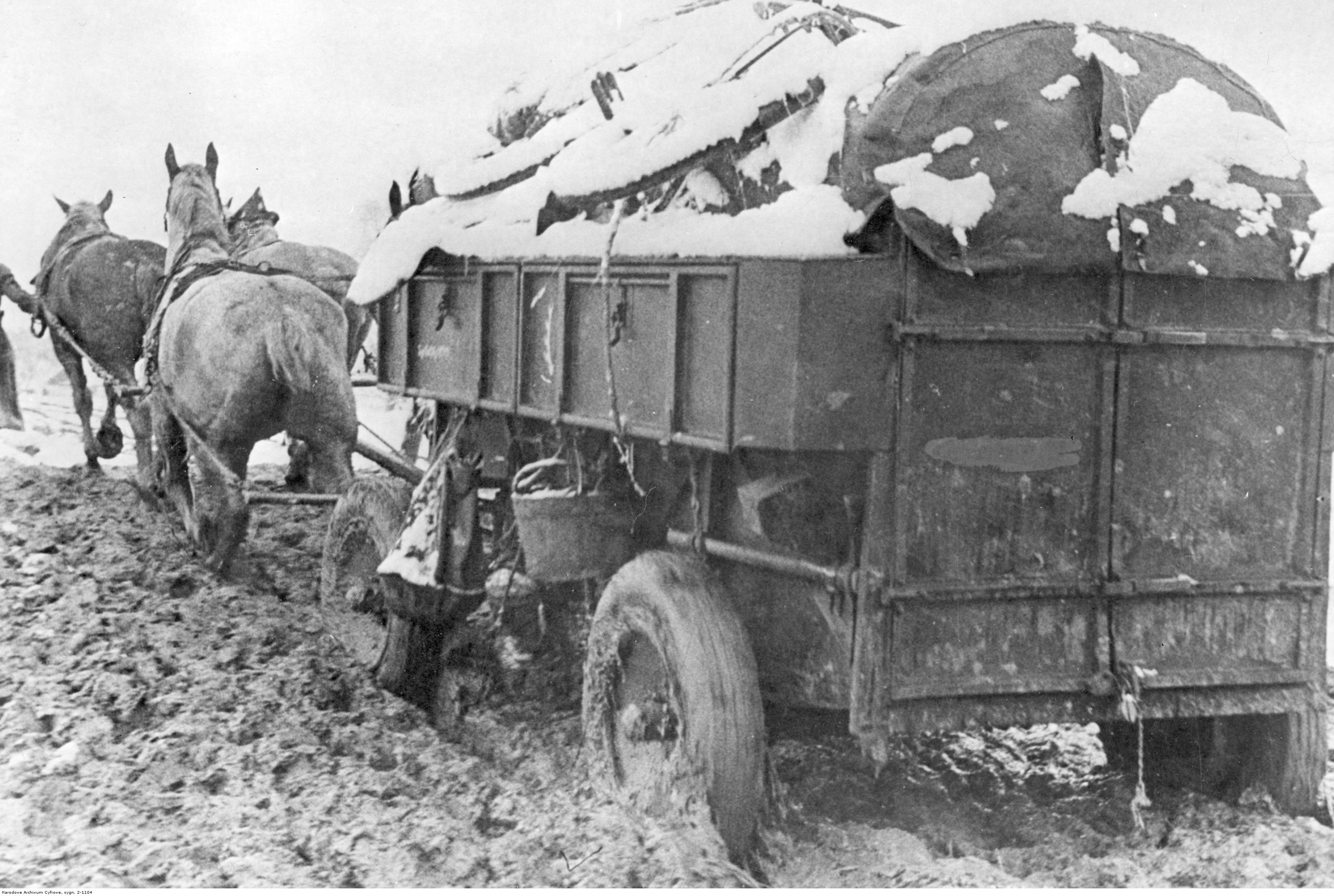
استفاده آلمانی‌ها از اسب در جا به جایی تدارکات، جبهه شرقی

هر لشکر پیاده‌نظام حدود ۶ هزار اسب و قاطر در اختیار داشت که از آن‌ها برای جابه‌جایی تدارکات، مهمات، نفرات، مجروحین، توپخانه و سایز تجهیزات استفاده می‌شد. به همین جهت حضور یک گروهان دامپزشکی در لشکر ضروری به نظر می‌رسید.
یگان‌های پشتیبانی
هر لشکر پیاده‌نظام با توان سال ۱۹۳۹ روزانه به ۵۳ تن علوفه، ۵۴ تن عذا، ۲۰ تن سوخت، ۱ تن روان‌ساز، ۱۰ تن ذخایر تسلیحاتی و ۱۲ تن ذخایر دیگر نیاز داشت. هر لشکر پیاده‌نظام دارای یگان‌های تدارکات و حمل و نقل مختص به خود زیر فرمان افسر ارشد نیرو بود. این یگان‌های شامل گروهان‌های تدارکات، یگان‌های ترابری، یگان‌های ترابری موتوری، قطارهای تدارکات لشکر، یگان‌های تعمیرات و سایر یگان‌ها می‌شد. تنوع بالای یگان‌های تدارکاتی لشکرهای پیاده‌پیاده‌نظام امکان ارائه الگویی همه شمول به شکل کامل را نمی‌دهد. برای مثال نیروهای تدارکات لشکر بیست و چهارم پیاده‌نظام با ترکیبی تا حدودی جامع، شامل ستون‌های ۱ تا ۸ تدارکات موتوریزه سبک، یک دسته تعمیرات موتوریزه، یک گروهان تدارکات موتوریزه، یک یگان اداری لشکر، یک یگان نانوایی صحرایی موتوریزه، یک گروهان سلاخی حیوانات موتوریزه، یک گردان بهداری (خود شامل یک گروهان بهداری و یک گروهان بهداری موتوریزه)، یک بیمارستان صحرایی موتوریزه، دو گروهان آمبولانس، یک گروهان دامپزشکی، یک جوخه پلیس نظامی موتوریزه و یک دفتر پست میدانی موتوریزه بود. اکثر این یگان‌ها شماره لشکری را که در آن قرار داشتند، به خود می‌گرفتند.
هنگام رزم متحرک قطار تدارکات و کاروان ۱ تدارکات گروهان‌های تفنگ‌دار توسط ستاد گردان و کاروان ۲ تدارکات آن‌ها توسط ستاد هنگ هدایت می‌شد. هنگام رزم ثابت یا توقف قطارها معمولاً ۳ تا ۵ کیلومتر پشت ناحیه گروهان بودند.

### تغییرات سازمانی
این فهرست صرفاً مربوط به تغییرات یگان‌ها نسبت به یگان‌های ۳۶ لشکر پیاده‌نظام اولیه از جمله موتوریزه شدن یا موتوریزه نبودن آن‌ها است و به یگان‌های تغییر نکرده اشاره‌ای نشده‌است:
- لشکرهای موج ۲:
  - هنگ پیاده‌نظام:
    - گروهان پیاده‌نظام: ۹ مسلسل سبک
    - گروهان مسلسل: ۲ مسلسل سنگین
    - گروهان توپ پیاده‌نظام: ۸ توپ سبک ۷۵ میلی‌متری

  - هنگ توپخانه: بدون گردان دیده‌بانی
  - گردان ضدتانک: بدون گروهان مسلسل سنگین
  - بدون گردان جایگزینی
- لشکرهای موج ۳:
  - گردان پیاده‌نظام:
    - ۴ گروهان پیاده‌نظام (هر یک: ۱۲ مسلسل سبک و ۴ مسلسل سنگین)
    - گروهان توپ پیاده‌نظام: ۸ توپ سبک ۷۵ میلی‌متری

  - گردان شناسایی:
    - ۲ گروهان شناسایی دوچرخه‌سوار (هر یک: ۹ مسلسل سبک و ۲ مسلسل سنگین)
    - ۱ دسته توپ پیاده‌نظام موتوریزه: ۲ توپ سبک ۷۵ میلی‌متری
    - ۱ دسته ضدتانک: ۳ توپ ۳۷ میلی‌متری
    - بدون گروهان شناسایی سواره

  - هنگ توپخانه:
    - عموماً توپ قدیمی‌تر
    - بدون گردان دیده‌بانی

  - گردان ضدتانک: بدون گروهان مسلسل سنگین
  - گردان مهندسی:
    - ۳ گروهان مهندسی (هر یک: ۹ مسلسل سبک)
    - ستون مهندسی سبک
    - ستون مهندسی پاکسازی موانع

  - گردان مخابرات:
    - ۱ گروهان تلفن صحرایی
    - ۱ گروهان مخابرات موتوریزه
    - ستون مخابرات موتوریزه

  - پشتیبانی تدارکاتی: ۳ ستون کامیون سبک یا اسب‌کشنده
  - پشتیبانی اداری: نانوایی اسب‌کشنده
  - پشتیبانی بهداری:
    - ۱ گروهان بهداری
    - بیمارستان صحرایی
    - ۲ گروهان آمبولانس

  - وجود ۱ گروهان مستقل مهندسی با ۶ مسلسل سبک در هر هنگ پیاده‌نظام
  - بدون گردان جایگزینی
- لشکرهای موج ۴:
  - هنگ پیاده‌نظام: همانند موج دوم
  - هنگ توپخانه:
    - گردان توپخانه سنگین موتوریزه
    - بدون گردان دیده‌بانی

  - گردان شناسایی: همانند موج سوم
  - گردان ضدتانک: بدون گروهان مسلسل سنگین
  - گردان مخابرات: گروهان تلفن صحرایی موتوریزه
  - پشتیبانی تدارکاتی: ۴ ستون کامیون سبک یا اسب‌کشنده
  - بدون گردان جایگزینی

میزان بالای تلفات بین نیروهای یگان‌های شناسایی لشکرها در نبرد فرانسه، موجب گشت این یگان‌ها با جذب شدن درون گردان‌های ضدتانک، گردان‌های «سریع» (schnelle) را پدیدآوردند که وظیفه دوگانه شناسایی و دفاع در مقابل زره‌پوش‌های دشمن را بر دوش داشتند.
با تغییر سیاست سازمان‌دهی یگان‌ها، توان رزمی هر لشکر پیاده‌نظام کاهش قابل ملاحظه‌ای یافت تا امکان ایجاد لشکرهای بیشتر فراهم آید. بدین جهت پس از سال ۱۹۴۱ میلادی، تعداد هنگ‌های هر لشکر پیاده‌نظام از سه هنگ به دو هنگ کاهش یافت. اندازه یگان‌های کوچک‌تر نیز تقلیل یافت به وجهی که تعداد گردان‌های هر هنگ پیاده‌نظام به دو گردان و توان رزمی هر گروهان پیاده‌نظام این گردان‌ها از ۱۸۰ سرباز به ۸۰ سرباز رسید. از این رو یک لشکر پیاده‌نظام دارای ۹ گردان با گروهان‌های ۱۸۰ نفره در سال ۱۹۳۹ بسیار قدرتمند تر از یک لشکر فولکس‌گرندیر با دو هنگ و مجموعاً تنها چهار گردان با گروهان‌های کمتر از ۸۰ نفره در سال ۱۹۴۴ بود. کوچک‌سازی‌ها به همین‌جا خلاصه نمی‌شد بلکه اواخر جنگ گردان‌های ضدتانک، شناسایی، مهندسی و مخابرات نیز اغلب به گروهان تبدیل شدند.

#### سازمان لشکرهای نوع ۴۴
- ستاد لشکر:
  - گروه بازسازی نقشه موتوریزه
  - گروه پلیس نظامی
- ۳ هنگ پیاده‌نظام - هر یک:
  - ستاد هنگ
  - گروهان ستاد هنگ
  - ۲ گردان پیاده‌نظام - هر یک:
    - ۳ گروهان پیاده‌نظام
    - ۱ گروهان سنگین
    - ۱ دسته سواره‌نظام

  - گروهان هویتزر پیاده‌نظام (۲ توپ سنگین ۱۵۰ میلی‌متری و ۶ توپ سبک ۷۵ میلی‌متری
  - گروهان ضدتانک (۳ توپ ۵۰ میلی‌متری PAK 38 و ۱۸ پانتسرشرک ۸۸ میلی‌متری)
- هنگ توپخانه:
  - ستاد هنگ و آتشبار ستاد
  - ۳ گردان هویتزر سبک - هر یک:
    - آتشبار ستاد
    - دسته کالیبره‌سازی
    - ۲ آتشبار (هر یک: ۴ توپ سبک ۱۰۵ میلی‌متری)
    - ۱ آتشبار (۳ توپ سبک ۱۰۵ میلی‌متری)

  - ۱ گردان توپخانه سنگین:
    - آتشبار ستاد
    - ۳ آتشبار (هر یک: ۳ هویتزر سنگین ۱۵۰ میلی‌متری)
- گردان فوسیلیر:
  - ستاد گردان
  - گروهان شناسایی دوچرخه‌سوار
  - ۲ گروهان شناسایی
  - گروهان تسلیحات سنگین
- گردان مخابرات:
  - ستاد گردان
  - گروهان رادیو
  - گروهان تلفن
  - دسته تدارکات
- گردان نوع ۱ ضدتانک:
  - ستاد گردان
  - ۳ گروهان ضدتانک موتوریزه (هر یک: ۲ توپ ۷۵ میلی‌متری و ۱۳ مسلسل سبک)
- گردان نوع ۲ ضدتانک:
  - ستاد گردان
  - ۱ گروهان اشتورم‌گشوتس (۱۰ اشتوگ و ۱۲ مسلسل سبک)
  - ۱ گروهان ضدتانک موتوریزه (۹ یا ۱۲ توپ ۷۵ میلی‌متری و ۱۳ مسلسل سبک)
  - ۱ گروهان ضدهوایی خودکششی (۱۲ توپ ۲۰ میلی‌متری و ۲ مسلسل سبک) یا ۱ گروهان ضدتانک موتوریزه دیگر
- گردان نوع ۳ ضدتانک:
  - ستاد گردان
  - ۱ گروهان اشتورم‌گشوتس (۱۰ اشتوگ و ۱۲ مسلسل سبک)
  - ۱ گروهان ضدتانک خودکششی (۱۴ توپ ۷۵ میلی‌متری PAK)
  - ۱ گروهان ضدهوایی خودکششی (۱۲ توپ ۲۰ میلی‌متری و ۲ مسلسل سبک) یا ۱ گروهان ضدتانک موتوریزه دیگر
- گردان نوع ۴ ضدتانک:
  - ستاد گردان
  - ۱ گروهان ضدتانک خودکششی (۱۴ توپ ۷۵ میلی‌متری PAK)
  - ۱ گروهان ضدتانک خودکششی (۱۴ توپ ۷۵ میلی‌متری PAK)
  - ۱ گروهان ضدهوایی خودکششی (۱۲ توپ ۲۰ میلی‌متری و ۲ مسلسل سبک) یا ۱ گروهان ضدتانک موتوریزه دیگر
  - ۱ گروهان ضدتانک موتوریزه (۹ یا ۱۲ توپ ۷۵ میلی‌متری و ۱۳ مسلسل سبک)
  - ۱ گروهان ضدهوایی خودکششی (۱۲ توپ ۲۰ میلی‌متری و ۲ مسلسل سبک) یا ۱ گروهان ضدتانک موتوریزه دیگر
- گردان مهندسی:
  - ستاد گردان
  - ۲ گروهان مهندسی
  - ۱ گروهان مهندسی دوچرخه‌سوار
- پشتیبانی لشکر:
  - تدارکات لشکر
  - گروهان تعمیرات
  - یگان‌های اداری
  - یگان‌های بهداری
  - گروهان دامپزشکی
  - دفتر پست صحرایی

بر اساس دستور اواخر مه سال ۱۹۴۴ فرماندهی عالی نیروی زمینی گروه موزیک هنگ‌ها منحل شدند و تنها یک گروه کوچک موزیک برای هر لشکر ماند.

#### سازمان لشکرهای فولکس‌گرندیر
- ستاد لشکر:
  - گروه بازسازی نقشه موتوریزه
  - یگان پلیس نظامی
- ۱ هنگ پیاده‌نظام دوچرخه‌سوار:
  - ستاد هنگ
  - گروهان ستاد هنگ
  - ۱ گردان پیاده‌نظام دوچرخه‌سوار:
    - ۳ گروهان پیاده‌نظام
    - ۱ گروهان پشتیبانی سنگین
    - ۱ گروهان مسلسل
    - ۱ دسته سواره‌نظام

  - ۱ گردان پیاده‌نظام:
    - همانند گردان دیگر
    - ۱ گروهان هویتزر پیاده‌نظام
    - ۱ گروهان پناتسرفاوست
- ۲ هنگ پیاده‌نظام:
  - همانند هنگ نخست
- هنگ توپخانه:
  - ستاد هنگ
  - آتشبار ستاد هنگ
  - ۱ گردان توپخانه سبک
    - ۱ آتشبار ستاد
    - گروه کالیبره‌سازی
    - ۳ آتشبار توپخانه سبک صحرایی ۷۵ میلی‌متری

  - ۲ گردان توپخانه سبک
    - ۱ آتشبار ستاد
    - گروه کالیبره‌سازی
    - ۳ آتشبار هویتزر سبک ۱۰۵ میلی‌متری

  - گردان توپخانه سنگین:
    - ۱ آتشبار ستاد
    - گروه کالیبره‌سازی
    - ۳ آتشبار هویتزر سنگین ۱۵۰ میلی‌متری
- گردان ضدتانک:
  - ستاد گردان
  - گروهان ستاد گردان
  - ۱ گروهان ضدتانک موتوریزه
  - ۱ گروهان ضدتانک خودکششی
  - ۱ گروهان ضدهوایی خودکششی یا موتوریزه
- گردان مهندسی:
  - ستاد گردان
  - ۲ گروهان مهندسی
- گردان جایگزینی
- گردان مخابرات:
  - ستاد گردان
  - گروهان تلفن
  - گروهان رادیو
  - دسته تدارکات
- گروهان فوسیلیر دوچرخه‌سوار:
  - ستاد گروهان
  - ۲ دسته مسلسل دستی
  - دسته شناسایی
  - دسته تسلیحات سنگین
  - دسته هویتزر پیاده‌نظام
- پشتیبانی لشکر:
  - تدارکات لشکر
  - گروهان مهمات
  - دسته نگهداری
  - یگان‌های اداری
  - یگان‌های بهداری
  - گروهان دامپزشکی
  - دفتر پست صحرایی

#### سازمان لشکرهای نوع ۴۵
- ستاد لشکر (۲ مسلسل سبک):
  - یگان نقشه‌برداری
  - یگان پلیس نظامی (۳ مسلسل سبک)
- ۳ هنگ گرندیر:
  - ستاد هنگ (۱ مسلسل سبک)
  - گروهان ستاد هنگ
  - دسته مخابرات
  - دسته مهندسی (۳ مسلسل سبک)
  - دسته شناسایی دوچرخه‌سوار (۳ مسلسل سبک)
  - ۲ گردان گرندیر:
    - ستاد گردان
      - ۱ دسته تدارکات (۱ مسلسل سبک)

    - ۳ گروهان گرندیر (هر یک: ۹ مسلسل سبک)
    - ۱ گروهان سنگین (۸ مسلسل سنگین، ۱ مسلسل سبک، ۴ توپ سبک ۷۵ میلی‌متری و ۸ خمپاره‌انداز ۸۰ میلی‌متری)

  - ۱ گروهان پشتیبانی سنگین:
    - ۱ دسته توپخانه سنگین پیاده‌نظام (۲ توپ سنگین ۱۵۰ میلی‌متری و ۱ مسلسل سبک)
    - ۱ دسته خمپاره‌انداز (۸ خمپاره‌انداز ۱۲۰ میلی‌متری و ۴ مسلسل سبک)

  - ۱ گروهان ضدتانک (۴ مسلسل سبک، ۵۴ پانتسرشرک و ۱۸ پانتسرشرک ذخیره)
- هنگ توپخانه:
  - ستاد هنگ (۱ مسلسل سبک)
  - آتشبار ستاد هنگ
  - ۳ گردان توپخانه - هر یک:
    - ستاد گردان (۲ مسلسل سبک)
    - ۱ آتشبار ستاد
    - ۲ آتشبار هویتزر سبک (هر یک: ۴ توپ سبک ۱۰۵ میلی‌متری و ۴ مسلسل سبک)
    - ۱ آتشبار توپ صحرایی ۷۵ میلی‌متری (۶ توپ ۷۵ میلی‌متری و ۳ مسلسل سبک)

  - ۱ گردان توپخانه:
    - ستاد گردان (۲ مسلسل سبک)
    - ۱ آتشبار ستاد
    - ۲ آتشبار هویتزر سنگین (هر یک: ۴ و بعداً ۶ توپ سنگین ۱۵۰ میلی‌متری و ۴ مسلسل سبک)
- گردان ضدتانک:
  - ستاد گردان (۱ مسلسل سبک)
  - گروهان ستاد گردان
  - ۱ گروهان اشتورم‌گشوتس (۱۴ اشتوگ و ۱۶ مسلسل سبک)
  - ۱ گروهان ضدتانک موتوریزه (۱۲ توپ سنگین PAK و ۱۲ مسلسل سبک)
  - ۱ گروهان ضدهوایی موتوریزه (۹ توپ ۳۷ میلی‌متری و ۵ مسلسل سبک)
- گردان مهندسی:
  - ستاد گردان (۴ مسلسل سبک)
  - ۲ گروهان مهندسی دوچرخه‌سوار (هر یک: ۲ مسلسل سنگین، ۹ مسلسل سبک، ۶ شعله‌افکن و ۲ خمپاره‌انداز ۸۰ میلی‌متری)
  - ۱ گروهان مهندسی (۲ مسلسل سنگین، ۹ مسلسل سبک، ۶ شعله‌افکن و ۲ خمپاره‌انداز ۸۰ میلی‌متری)
- گردان جایگزینی
  - ۱ گروهان تدارکات
  - ۵ گروهان جایگزینی (۵۰ مسلسل سبک، ۱۲ مسلسل سنگین، ۶ خمپاره‌انداز ۸۰ میلی‌متری، ۱ خمپاره‌انداز ۱۲۰ میلی‌متری، ۱ توپ سبک ۷۵ میلی‌متری، ۱ توپ سنگین PAK، ۱ توپ ضدهوایی ۲۰ یا ۳۷ میلی‌متری، ۲ شعله‌افکن، ۱ توپ سبک ۱۰۵ میلی‌متری، ۶ پانتسرشرک و ۵۶ اس‌تی‌جی ۴۴)
- گردان مخابرات:
  - ستاد گردان
  - گروهان تلفن بخشی‌موتوریزه (۴ مسلسل سبک)
  - گروهان رادیو موتوریزه (۲ مسلسل سبک)
  - دسته تدارکات بخشی‌موتوریزه (۲ مسلسل سبک)
- پشتیبانی لشکر:
  - ستاد نیروی پشتیبانی
  - ۱ گروهان ترابری موتوریزه (۱۲۰ تُن) (۴ مسلسل سبک)
  - ۲ گروهان ترابری اسب‌کشنده (۳۰ تُن)
  - ۱ گروهان تدارکات
  - ۱ گروهان نیروی عملیات
  - ۱ نیروی تعمیر خودرو موتوریزه
  - ۱ گروهان کمیساری
  - ۱ گروهان بهداری موتوریزه (۲ مسلسل سبک)
  - ۱ دسته تدارکات بهداری موتوریزه
  - ۱ گروهان دامپزشکی
  - ۱ دفتر پست صحرایی موتوریزه

## ادوات
| تسلیحات کامل یک لشکر پیاده‌نظام بر مبنای دستورالعمل جنگی رسمی شامل موارد زیر بود: - ۳۶۸۱ تپانچه - ۱۲۶۰۹ تفنگ - ۳۱۲ مسلسل دستی - ۹۰ تفنگ ضدتانک - ۴۲۵ مسلسل سبک - ۱۱۰ مسلسل سنگین - ۸۴ خمپاره‌انداز سبک ۵۰ میلی‌متری - ۵۴ خمپاره‌انداز سنگین ۸۱ میلی‌متری - ۷۵ توپ ضدتانک ۳۷ میلی‌متری - ۲۰ توپ سبک ۷۵ میلی‌متری پیاده‌نظام - ۳۶ هویتزر سبک ۱۰۵ میلی‌متری صحرایی - ۱۲ هویتزر ۱۵۰ میلی‌متری صحرایی - ۹ شعله‌افکن - ۳ خودروی زرهی سبک | اسب‌ها و خودروهای موتوری عبارت بود از: - ۱۷۴۳ اسبِ سواری - ۳۶۳۲ اسبِ باری - ۸۹۵ خودروی اسب‌کشنده - ۵۰۰ دوچرخه - ۵۳۰ موتورسیکلت (۱۹۰ با جایگاه جانبی) - ۳۹۴ خودوری موتوری - ۵۳۶ کامیون (۶۷ با تریلر) |

هنگ تفنگ‌دار: ۳۶ مسلسل سنگین، ۱۱۵ مسلسل سبک، ۱۸۰ مسلسل دستی، ۲۸۸ تپانچه، ۱۳۰ تفنگ، ۲۷ تفنگ ضدتانک و ۲۷ خمپاره‌انداز سبک، ۱۸ خمپاره‌انداز سنگین، ۶ توپ سبک پیاده‌نظام، ۲ توپ سنگین پیاده‌نظام و ۱۲ توپ ضدتانک: ۷۳ خودروی موتوری، ۴۷ موتورسیکلت و حدود ۶۰۰ اسب
گردان پیاده‌نظام: ۱۳۱ اسب
گردان شناسایی: ۲۵ مسلسل سبک، ۲ مسلسل سنگین ۳ خمپاره‌انداز سبک، ۳ تفنگ ضدتانک، ۳ خودروی زرهی: ۷ گاری اسب‌کشنده، ۲۹ خودرو، ۲۰ کامیون، ۵۰ موتورسیکلت (۲۸ با جایگاه جانبی) و ۲۶۰ اسب
گروهان تفنگ‌دار: ۱۲ مسلسل سبک، ۱۶ مسلسل دستی، ۴۴ تپانچه، ۱۳۰ تفنگ، ۳ تفنگ ضدتانک و ۳ خمپاره‌انداز: ۱ اسبِ سواری و ۱۲ تا ۱۸ اسب باری
گروهان مسلسل:: ۸ مسلسل سنگین و ۶ خمپاره‌انداز سنگین: ۵۸ اسب
گروهان توپ پیاده‌نظام: ۶ توپ سبک پیاده‌نظام و ۲ توپ سنگین پیاده‌نظام : ۱۳۳ اسب
گروهان سواره گردان شناسایی:  ۹مسلسل سبک ۱۰۵ میلی‌متری و ۲ مسلسل سنگین ۱۵۰ میلی‌متری
گروهان دوچرخه‌سوار گردان شناسایی: ۹ مسلسل سبک، ۲ مسلسل سنگین و ۳ خمپاره‌انداز ۵۰ میلی‌متری
دسته تفنگ‌دار: ۴ مسلسل سبک، ۵ مسلسل دستی، ۱۱ تپانچه، ۳۴ تفنگ و ۱ خمپاره‌انداز سبک: ۱۰۴۸ فشنگ مسلسل دستی و تپانچه، ۴۶۰۰ فشنگ مسلسل، ۲۰۴۰ فشنگ تفنگ، حدود ۶۰ نارنجک و ۵۰ خمپاره
دسته مخابرات هنگ: ۱۰ تلفن صحرایی، ۲ تابلو سوییچ تلفن تاشو، ۸ کیلومتر کابل سبک تک‌سیمه، ۱۴ کیلومتر کابل سنگین تک‌سیمه و ۱ دستگاه سیار رادویی دی (دورا)
دسته مخابرات گردان شناسایی: ۲۵ اسب
جوخه تفنگ‌دار: ۱ مسلسل سبک، ۱ مسلسل دستی، ۲ تپانچه، ۷ تفنگ و چند نارنجک
جوخه خمپاره‌انداز سنگین: ۴۸ گلوله خمپاره
در آغاز فرایند تسلیح مجدد آلمان، همانند کمبود نفرات و افسران در جهت تأمین تأمین نیروی انسانی مورد نیاز لشکرها، ادوات، تسلیحات و امکانات لازم برای آن‌ها نیز با توجه به سرعت بالای گسترش نیروی زمینی و محدودیت منابع آلمان، به شکل کامل در اختیار نبود. در سال ۱۹۳۷ پوشش قریب به ۴۵ درصد از تجهیزات مورد نیاز لشکرهای ایجاد شده به سال بعد یا در برخی مواقع بعد از آن موکول گردید که موجب شد بعضی از لشکرهای پیاده‌نظام جنگ را بدون ادوات کامل آغاز کنند. کمبود امکانات به اندازه ای شدید بود که ستاد کل نیروی زمینی در سال ۱۹۳۷ پیش‌بینی کرد آلمان تا سال ۱۹۴۳ نخواهد توانست آماده جنگ شود. البته در این موقعیت، شرایط لشکرهای پیاده‌نظام بهتر از لشکرهای زرهی بود.
با توجه به نیاز حداقلی به جبران خسارات تا پس از نبرد فرانسه، به ندرت پیش می‌آمد که ادوات غنیمتی به شکل رسمی وارد ساختار لشکرها بشوند. توپخانه سنگین غنیمتی غالباً به یگان‌های مختلف توپخانه ساحلی انتقال می‌یافت. با این وجود خسارات گسترده آورد آمده به تجهیزات نیروهای آلمانی در جبهه شرقی و ناتوانی صنعتی این کشور در جبران آن‌ها باعث شد لشکرهای تشکیل شده پس از سال ۱۹۴۲ با کمبود شدید تجهیزات مواجه شوند. برای پوشش این کاستی‌ها ورماخت مکرراً رو به استفاده تجهیزات غنیمتی به‌خصوص در لشکرهای مستقر در فرانسه و سایر مناطق آرامی که پشتیبانی تدارکاتی از انواع مختلف تجهیزات مشکل آفرین نمی‌شد، آورد. از این رو لشکرهایی که جهت اعزام به شوروی تشکیل می‌شدند با مشکل کمبود تسلیحات یا تفاوت آن‌ها با آنچه انتظار آن می‌رفت دست و پنجه نرم می‌کردند.
پیاده‌نظام

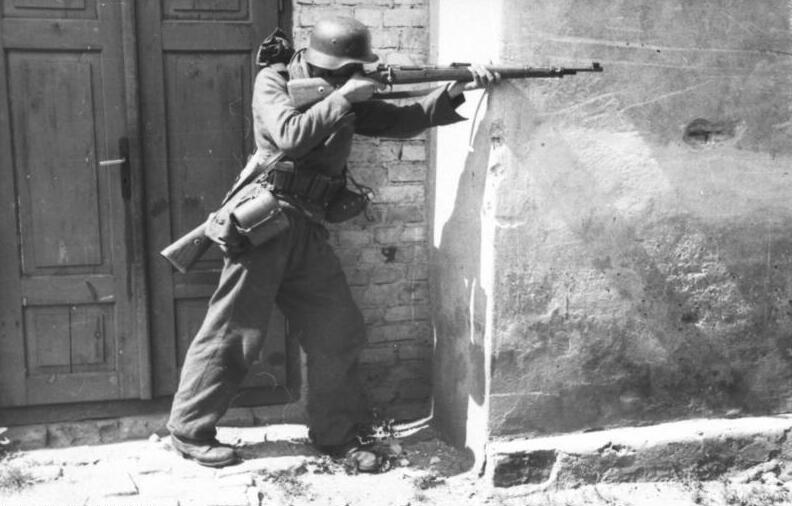
سرباز آلمانی به همراه کارابینر ۹۸کا

از سال ۱۹۳۳ تا پایان جنگ در سال ۱۹۴۵، سلاح اصلی سازمانی نیروهای پیاده‌نظام تفنگ گلنگدنی کارابینر ۹۸کا بود.
 به هر صورت، مسلسل سبک توان اصلی آتش گروهان‌های پیاده‌نظامِ لشکر را تامین می‌کرد.
ضدتانک

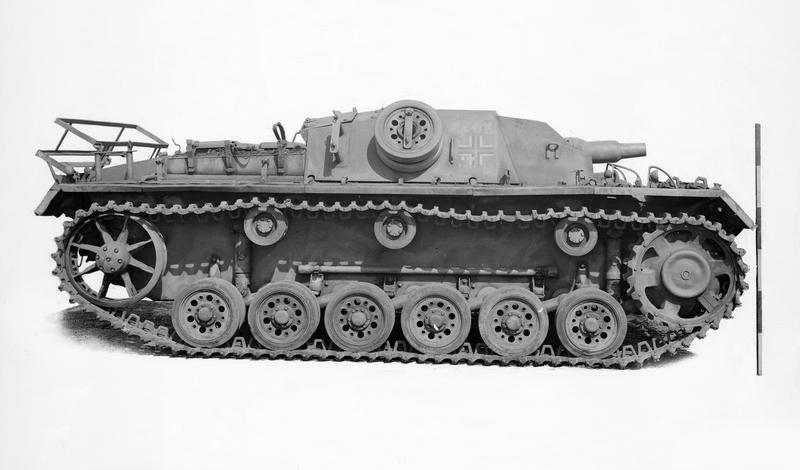
توپ تهاجمی خودکششی اشتوگ ۳

گردان‌های ضدتانک لشکرهای پیاده‌نظام از ادوات مختلفی استفاده می‌کردند. به‌طور معمول این ادوات شامل توپ‌های ضدتانک کوتاه‌برد ۳۷، ۷۵ و ۱۵۰ میلی‌متری می‌شدند. در سال‌های بعدی جنگ، این گردان‌ها هر چه بیشتر با تسلیحات ضدتانک انفرادی همچون پانتسرفاوست و توپ‌های تهاجمی خودکششی و گاهی ترکیبی از آن‌ها تسلیح شدند.
زره‌پوش
این زره‌پوش‌های تهاجمی با توپ‌های ۷۵ یا ۱۰۵ میلی‌متری (اوایل کوتاه و کم سرعت، بعدها بلند و پرسرعت) بر شاسی تانک پنزر ۳ (همانند اشتوگ ۳ و اشتوگ ۴) که با همراه داشتن گلوله‌های انفجاری و ضد تانک علاوه بر حمایت از پیاده‌نظام، نقش زره‌پوش ضدتانک را نیز ایفا می‌کردند، غالباً بدون برجک، روباز و شنی‌دار بودند. معمولاً ۱۸ توپ تهاجمی در هر گردان وجود داشت.
گردان فوسیلیر
گردان‌های فوزیلیر معمولاً مجهز به دوچرخه، مسلسل سبک و خمپاره‌اندازهای ۵۰ یا ۸۰ میلی‌متری بودند.
ادوات کشنده
در تمامی طول جنگ جهانی دوم لشکرهای پیاده‌نظام ورماخت به شدت به اسب‌ها وابسته بودند. با این حال درحالیکه تعداد بسیار اندکی از این لشکرها به‌طور کامل موتوریزه شدند، برخی لشکرها رفته رفته به ادوات موتوری خود می‌افزودند.
در آغاز جنگ به هر دسته تفنگ‌دار یک گاری دو اسبه با راننده تعلق داشت. هنگام راهپیمایی مسلسل‌های سبک، خمپاره‌انداز، سه‌پایه‌ها، نارنجک‌ها، ابزارها، تله‌های انفجاری، آلات استتار و مابقی مهمات توسط این گاری حمل می‌شد. گونه‌ای از گاری سنگین چهار اسبه فولادی با چرخ‌های لاستیکی بعداً افزوده شد که مناسبت راه‌های هموار بود اما در مواجهه با راه‌های بد جبهه شرقی پس از سال ۱۹۴۱ مجدداً حذف شد. در عوض از یک یا دو گاری‌های محلی استفاده می‌گردید. بعضی از دسته‌ها به جای گاری، ارابه تک‌اسبه با یدکی‌کشی یک ارابه دیگر داشتند. هنگام آغاز عملیات‌های رزمی گاری یا ارابه دسته‌ها به قطار تدارکات گروهان ملحق می‌شد.
| یگان                                                                    | خودروهای موتوری | خودروهای اسب‌کشنده |
| ----------------------------------------------------------------------- | --------------- | ----------------- |
| ستادهای لشکر (شامل یگان‌های اداری، تدارکات، پزشکی، دامپزشکی، پلیس و پست) | ۲۵۳             | ۲۴۵               |
| هنگ توپخانه                                                             | ۱۰۵             | ۲۲۹               |
| گردان شناسایی                                                           | ۳۰              | ۳                 |
| گردان مخابرات                                                           | ۱۰۳             | ۷                 |
| گردان ضدتانک                                                            | ۱۱۴             | ۰                 |
| گردان مهندسی                                                            | ۸۷              | ۱۹                |
| هر هنگ پیاده‌نظام                                                        | ۷۵              | ۲۱۰               |
| مجموع                                                                   | ۹۱۱             | ۱۱۳۳              |

## موقعیت عملیاتی
| لشکر       | موقعیت (منطقه نظامی) | عنوان پوششی          |
| ---------- | -------------------- | -------------------- |
| یکم        | کونیگسبرگ (۱)        | فرماندهی توپخانه ۱   |
| دوم        | اشتتین (۲)           | فرماندهی توپخانه ۲   |
| سوم        | فرانکفورت (۳)        | فرماندهی فرانکفورت   |
| چهارم      | درسدن (۴)            | فرماندهی توپخانه ۴   |
| پنجم       | اولم (۵)             | فرماندهی اولم        |
| ششم        | بیلفلد (۶)           | فرماندهی پیاده‌نظام ۶ |
| هفتم       | مونیخ (۷)            | فرماندهی توپخانه ۷   |
| هشتم       | اوپلن (۸)            | فرماندهی توپخانه ۸   |
| نهم        | گیسن (۹)             | فرماندهی پیاده‌نظام ۵ |
| دهم        | رگنسبورگ (۷)         | فرماندهی رگنسبورگ    |
| یازدهم     | آلنشتاین (۳)         | فرماندهی پیاده‌نظام ۱ |
| دوازدهم    | شورین (۲)            | فرماندهی پیاده‌نظام ۲ |
| سیزدهم     | ماگدبورگ (۳)         | فرماندهی پیاده‌نظام ۴ |
| چهاردهم    | لاپسیش (۴)           | فرماندهی لاپسیش      |
| پانزدهم    | وورتسبورگ (۵)        | فرماندهی توپخانه ۵   |
| شانزدهم    | مونستر (۶)           | فرماندهی مونستر      |
| هفدهم      | نورنبرگ (۷)          | فرماندهی پیاده‌نظام ۷ |
| هجدهم      | لیگنیتس (۸)          | فرماندهی پیاده‌نظام ۳ |
| نوزدهم     | هانوفر (۹)           | فرماندهی توپخانه ۶   |
| بیستم      | هامبورگ (۲)          | انبار خدمات رایشسور  |
| بیست و یکم | البینگ (۱)           | فرماندهی البینگ      |

## کاربرد عملیاتی
ماه سپتامبر سال ۱۹۳۸ مجموعاً ۲۳ لشکر پیاده‌نظام نیروی زمینی آلمان در مرز با چکسلواکی و ۹ لشکر پیاده‌نظام آن در مناطق دیگر مستقر بودند. به هر صورت با با انضمام صلح‌آمیز سودتنلند به آلمان این لشکرها وارد خاک چکسلواکی شدند اما هیچ درگیری رزمی در این زمان صورت نگرفت. با آغاز جنگ جهانی دوم، ورماخت از ۳۷٫۵ لشکر پیاده‌نظام در کارزار لهستان در سال ۱۹۳۹ استفاده کرد. در این حال ۳۸ لشکر پیاده‌نظام دیگر در مناطق غربی مستقر بودند. پنج لشکر پیاده‌نظام در کارزار نروژ در سال ۱۹۳۹ مشارکت داشتند. در جریان کارزار جبهه غربی در سال ۱۹۴۰ نیروی زمینی آلمان شامل ۱۴۱ لشکر پیاده‌نظام می‌شد از این مجموع که ۱۲۳ لشکر در غرب، ۵ لشکر در لهستان، ۵ لشکر در نروژ و دانمارک و ۸ لشکر در خود آلمان مستقر بودند. پس از پایان کارزار غرب ۲۳ لشکر پیاده‌نظام منحل یا بازسازمان‌دهی شدند. چهار لشکر پیاده‌نظام در کارزار بالکان در سال ۱۹۴۱ به‌کارگرفته شد. هنگام آغاز کارزار جبهه شرقی در سال ۱۹۴۱ نیروی زمینی آلمان ۱۵۲ لشکر پیاده‌نظام داشت که از این مقدار ۹۹ لشکر در اروپای شرقی، ۳۸ لشکر در اروپای غربی، ۸ لشکر در نروژ، ۸ لشکر در بالکان، یک لشکر در دانمارک و یک لشکر در فنلاند بودند. مدت کوتاهی پس از آغاز جبهه شرقی مقدار لشکرهای پیاده‌نظام در آن به ۱۱۹ لشکر افزایش یافت.
هنگام آغاز پیاده‌سازی نیروهای متفقین در نرماندی در تابستان سال ۱۹۴۴ هفده لشکر پیاده‌نظام ورماخت در مقابل آن‌ها قرار حاضر بودند.